# De verering van Maria door heiligen en zaligen in de hemel
De verering van Maria door heiligen en zaligen in de hemel is een muurschildering van de Nederlandse schilder Albin Windhausen in de Kapel in 't Zand in Roermond. De schildering is aangebracht op de triomfboog boven het priesterkoor naar schetsen van Pierre Cuypers en een ontwerp van pater Jan Kronenburg.

## Voorstelling
De muurschildering is een uitbeelding van de tekst ‘Beatam me dicent omnes generationes’ (alle generaties spreken mij zalig) uit de Lofzang van Maria. In deze tekst uit het evangelie van Lucas worden de woorden aangehaald die Maria sprak tijdens haar bezoek aan haar nicht Elisabet. Helemaal bovenaan, omgeven door engelen, is een tronende Maria met kind te zien. Ze wordt geëerd door heiligen en zaligen, die onder haar in groepjes zijn verdeeld.

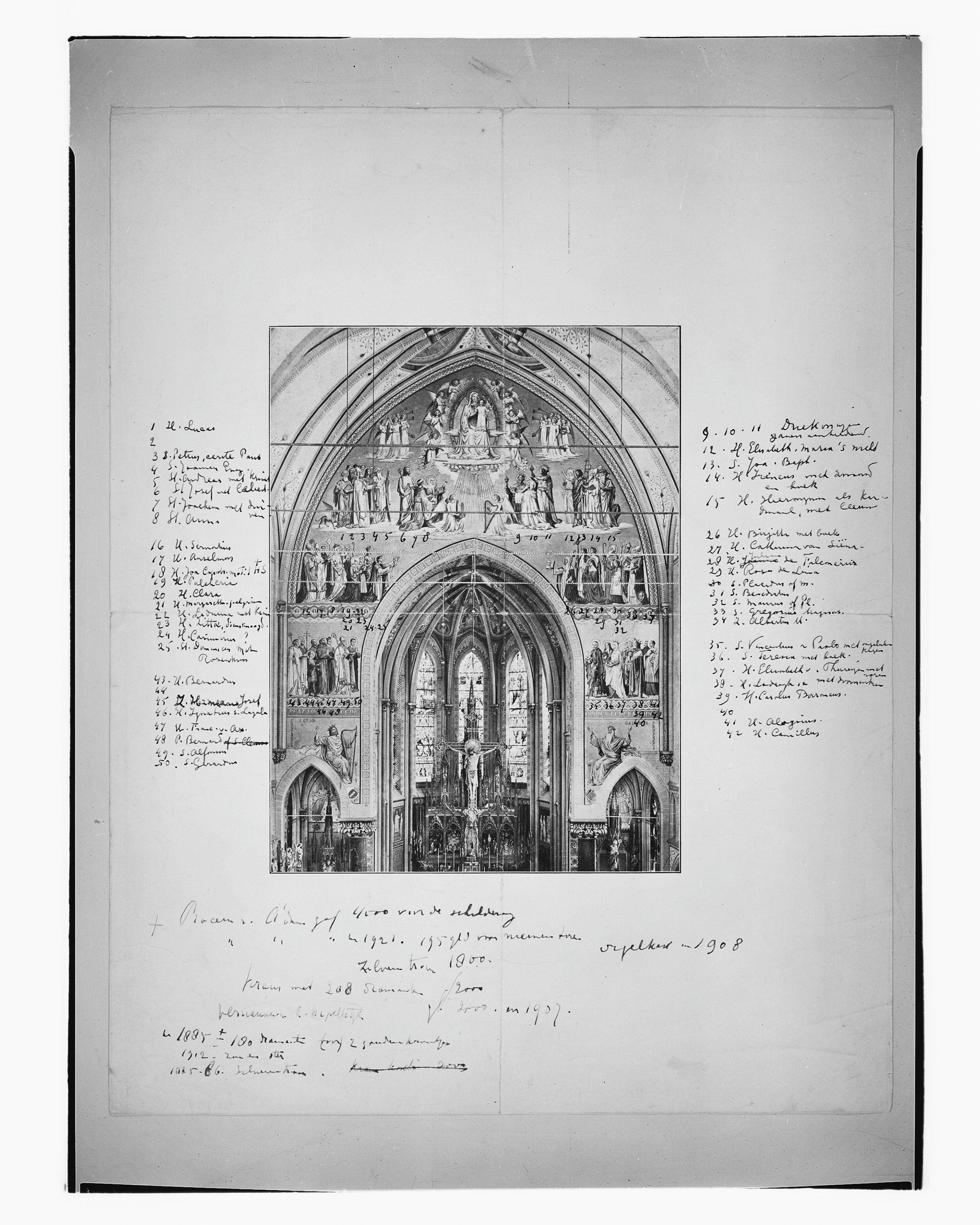
Uitleg van de afgebeelde heiligenfiguren door huisarchivaris pater C. Donker CssR.

Het eerste groepje aan Maria's rechterzijde (voor de toeschouwer links) stelt voor haar ouders Anna en Joachim, haar man Jozef en achter hen de apostelen Petrus, Johannes, Andreas, enz.
Het eerste groepje aan haar linkerzij stelt voor de drie koningen met daarnaast Johannes de Doper, Elisabet, enkele vroege bisschoppen en de heilige Hiëronymus als kardinaal.
Het tweede groepje rechts stelt voor de heiligen Dominicus (met rozenkrans), Casimir, Zita, Liduina, Margaretha, Clara (?), Johannes van Capestrano, Anselmus en Servatius.
Het tweede groepje rechts stelt voor de heiligen Birgitta (met boek), Catharina van Siena, Rosa van Lima, Juliana Falconieri (geknield achter Birgitta), Benedictus met twee misdienaars, Gregorius en Albertus Magnus.

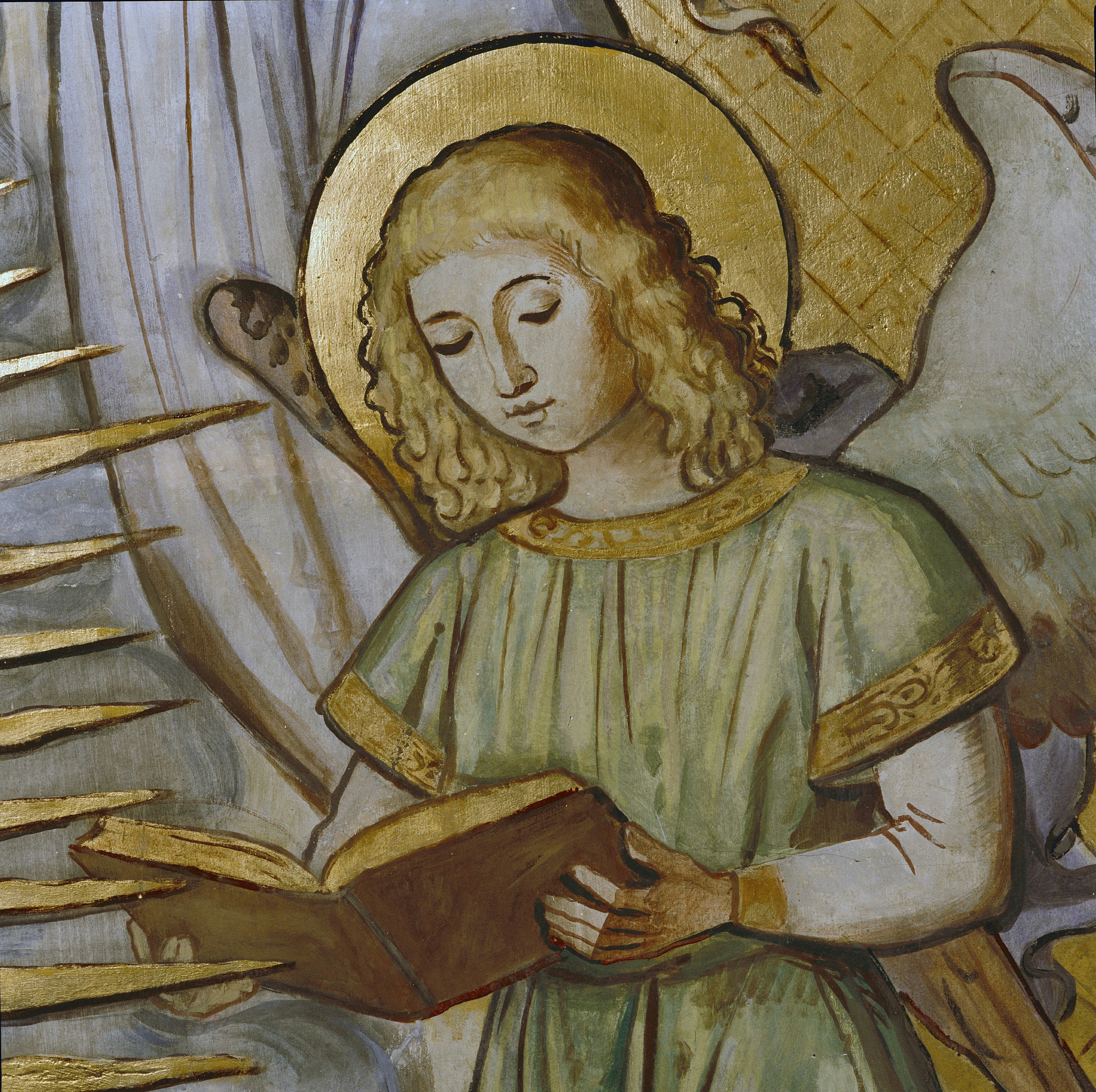
Detail.

Het derde groepje rechts: de H. Gerardus Majella, de H. Alfonsus van Liguori, pater Bernard Hafkenscheid, de H. Franciscus van Assisi, de H. Ignatius van Loyola, de H. Herman Jozef als jongen, een H. paus en de H. Bernardus.
Het derde groepje links: de H. Vincentius met enkele ongelukkigen, de H. Theresia, de H. Elisabeth van Hongarije, een H. bisschop, de H. Carolus Borromeus, de H. Lodewijk, de H. Camillus, de H. Aloysius.
Helemaal onderaan, in zittende houding, zijn de twee profeet-koningen David en Salomo, omhoog kijkend in de richting van Maria.
Voor de individuele figuren zouden bewoners uit de omgeving van de Kapel in 't Zand model hebben gestaan. De beeldhouwer Karl Lücker gebruikte later ook buurtbewoners als model voor het maken van enkele staties in het Kruiswegpark vlak bij de kapel.

## Geschiedenis
In het archief van het Redemptoristenklooster in Roermond bevindt zich het contract, dat op 17 februari 1904 werd gesloten tussen Windhausen en de paters Redemptoristen. In dit contract staat dat de schilder de opdracht moest uitvoeren volgens een ontwerp van de Maria-kenner pater Jan Kronenburg en onder supervisie van Pierre Cuypers. De kosten werden op ƒ4500 geschat. In het contract staat verder dat Windhausen ‘beste Keimsche mineraalverf’ moest gebruiken. In de loop van het jaar 1904 komt de schildering gereed, aldus de huiskroniek van het Redemptoristenklooster, onder 5 augustus 1904: ‘Dezer dagen werden de groote stellingen weggenomen uit de kapel en de schildering geheel voltooid zichtbaar van het vak boven het priesterkoor en het eerste gedeelte der gewelven in de kapel. Zeer schoon en juist’. De uiteindelijke kosten bedroegen ƒ5000. Deze werden betaald door de Amsterdamse Processie, vandaar de aanwezigheid van het wapen van Amsterdam linksonder. Het wapen rechtsonder is dat van de Congregatie van de paters Redemptoristen.

### Restauraties

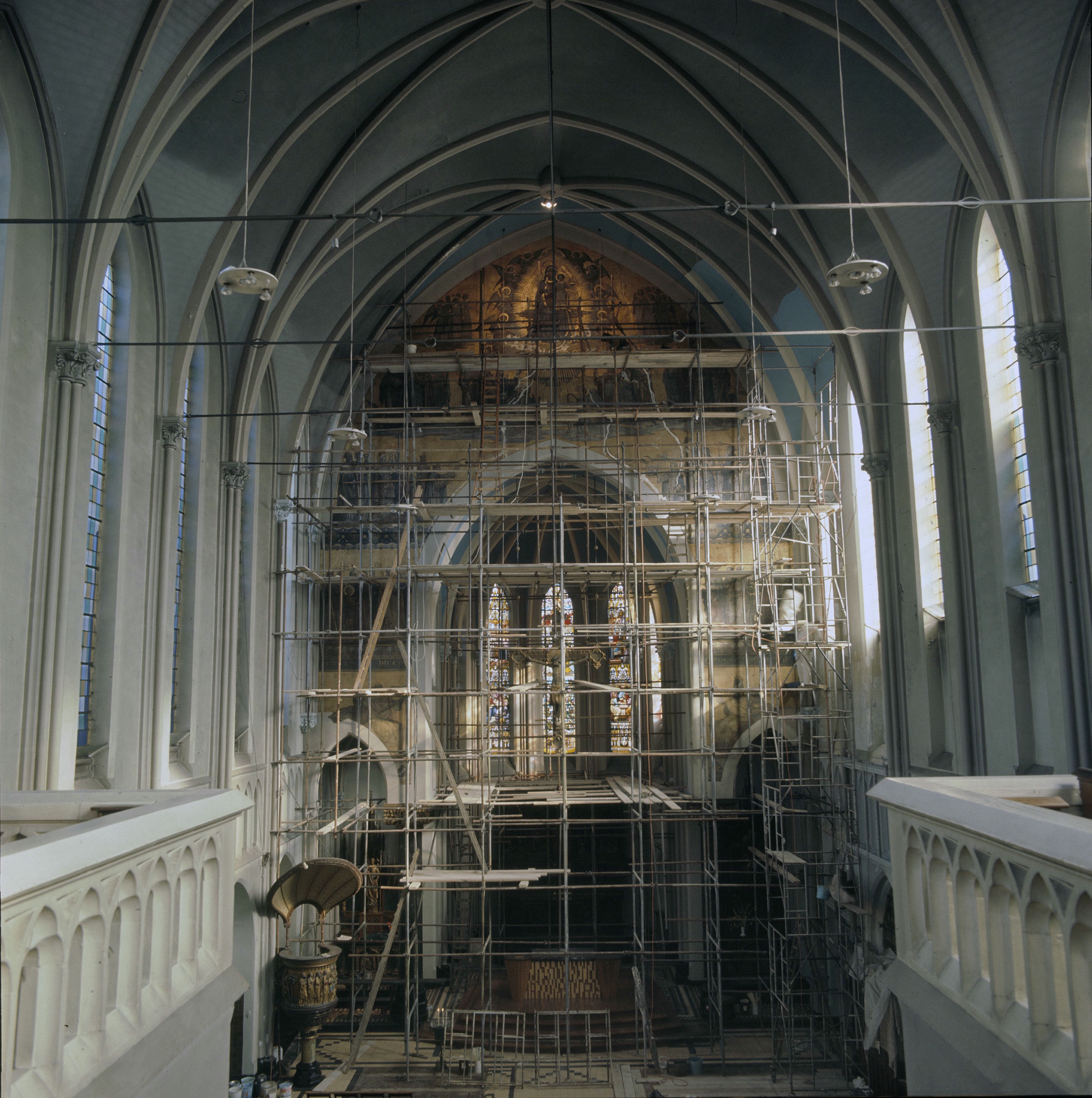
De Kapel in 't Zand tijdens de restauratie van 1975.

Het eerste schilderwerk was niet van goede kwaliteit, want in 1926-1927 werd het werk door de firma Cuypers ‘gecorrigeerd’. Na de Tweede Wereldoorlog, waarin de Kapel in 't Zand zwaar beschadigd raakte, werden alle schilderingen inclusief de triomfboog hersteld. Dit werk werd op 3 maart 1947 voltooid. In de huiskroniek staat onder die datum: ‘De laatste steigers zijn nu verdwenen. Het inwendige van de kapel is als vernieuwd. Zoldering en zijwanden zijn geheel opnieuw gepolychromeerd. De schildering op de triomfboog is wat opgehaald’.
In 1975 kreeg het interieur van de kapel een schildersbeurt, waarbij men de gewelven in een effen kleur overschilderde. De schildering van Windhausen kreeg toen ook een opknapbeurt. Deze restauratie, uitgevoerd door de Roermondse kunstenaar Frank van Eijndhoven, bestond vooral in het opvullen van scheuren en het wegwerken van vochtplekken. Deze restauratie werd volgens de Rijksdienst voor de Monumentenzorg echter vrij gehaast en dus onzorgvuldig uitgevoerd. De aardbeving bij Roermond op 13 april 1992, waardoor de kapel beschadigd raakte vormde de aanleiding voor een nieuwe, betere restauratie. Deze werd uitgevoerd onder leiding van Dick Schoonekamp en werd voltooid op 10 september 1994.

## Afbeeldingen van de Rijksdienst voor het Cultureel Erfgoed

### Restauratie van 1975

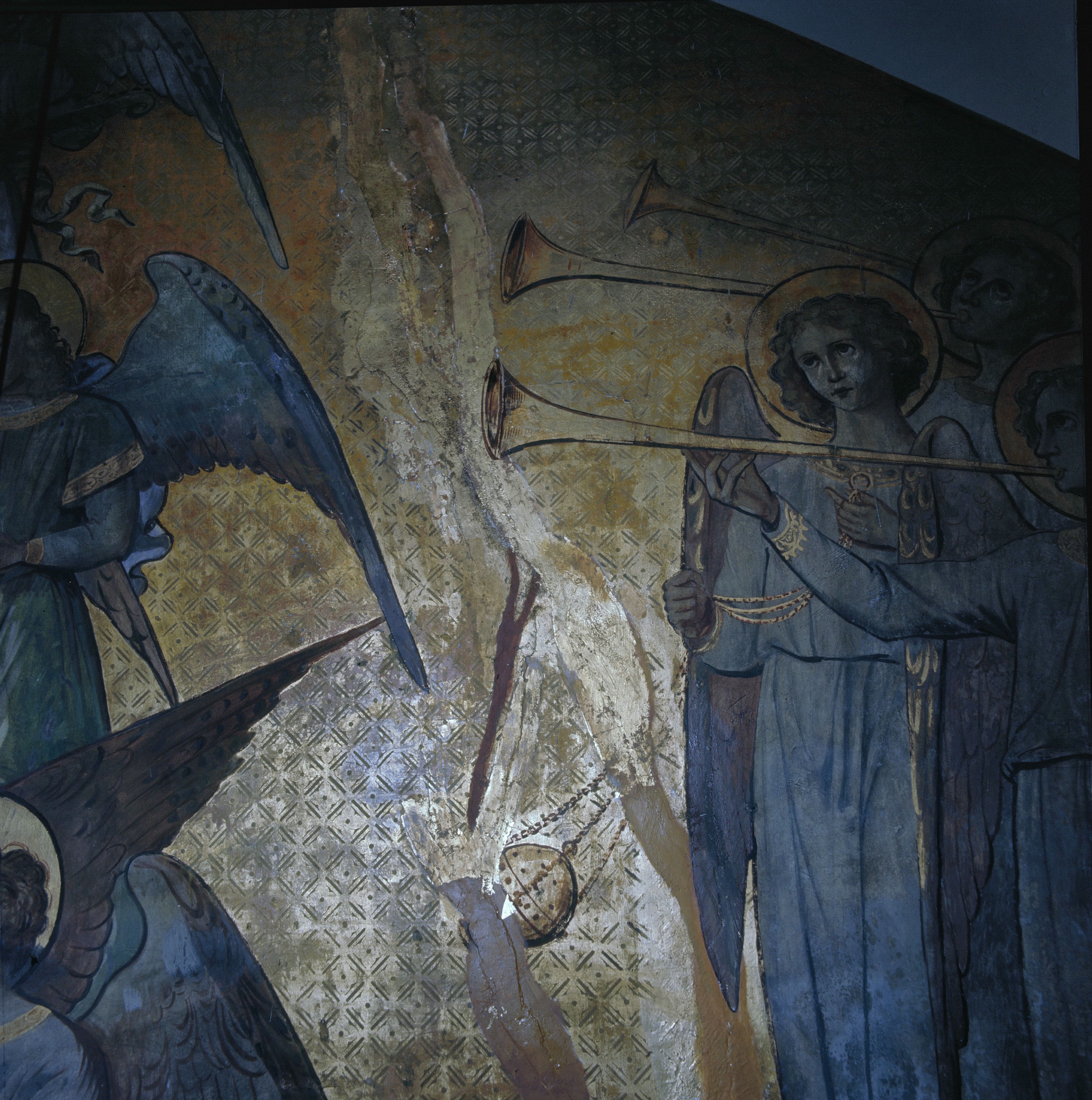
Maart 1975.
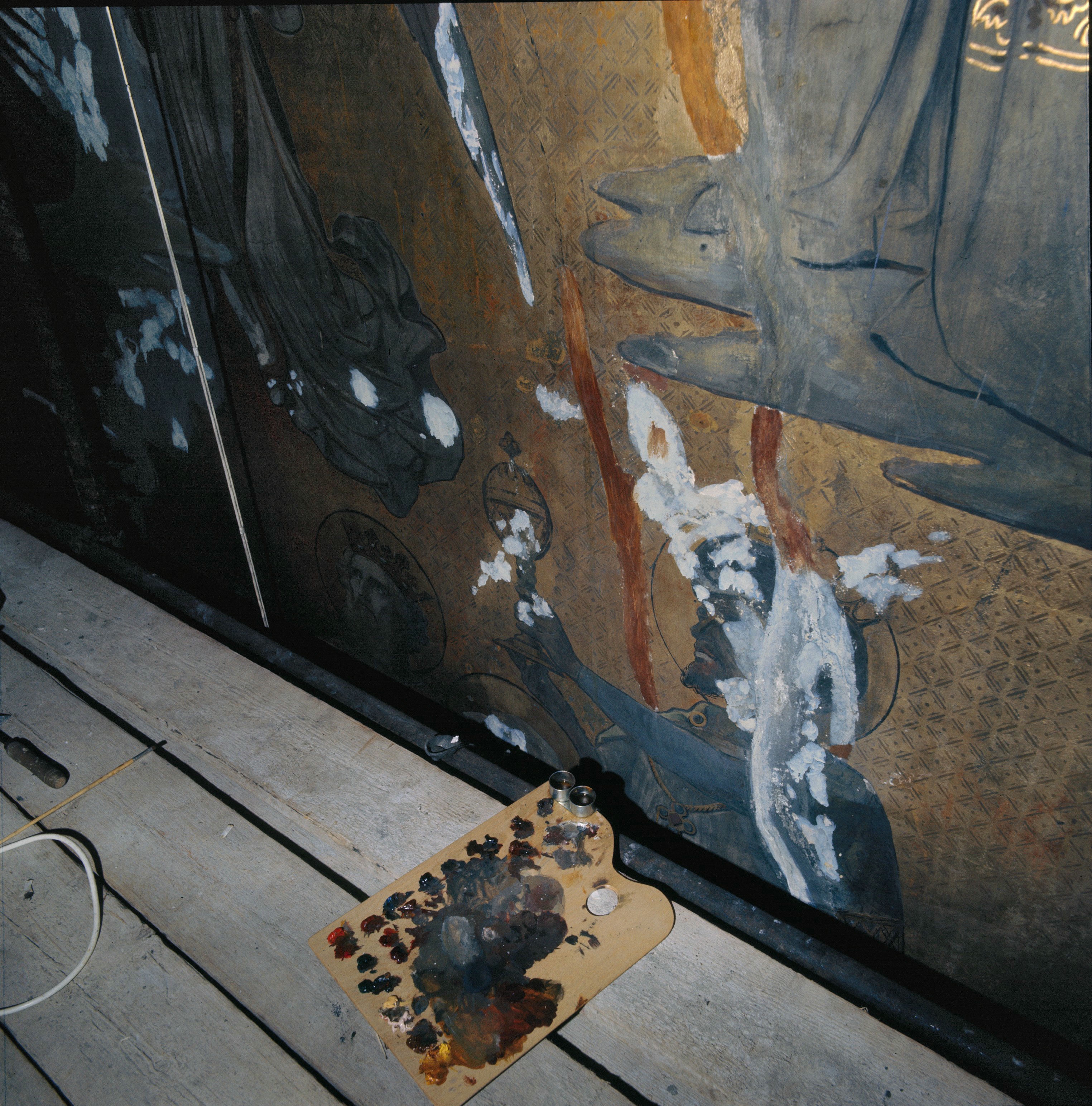
Maart 1975.
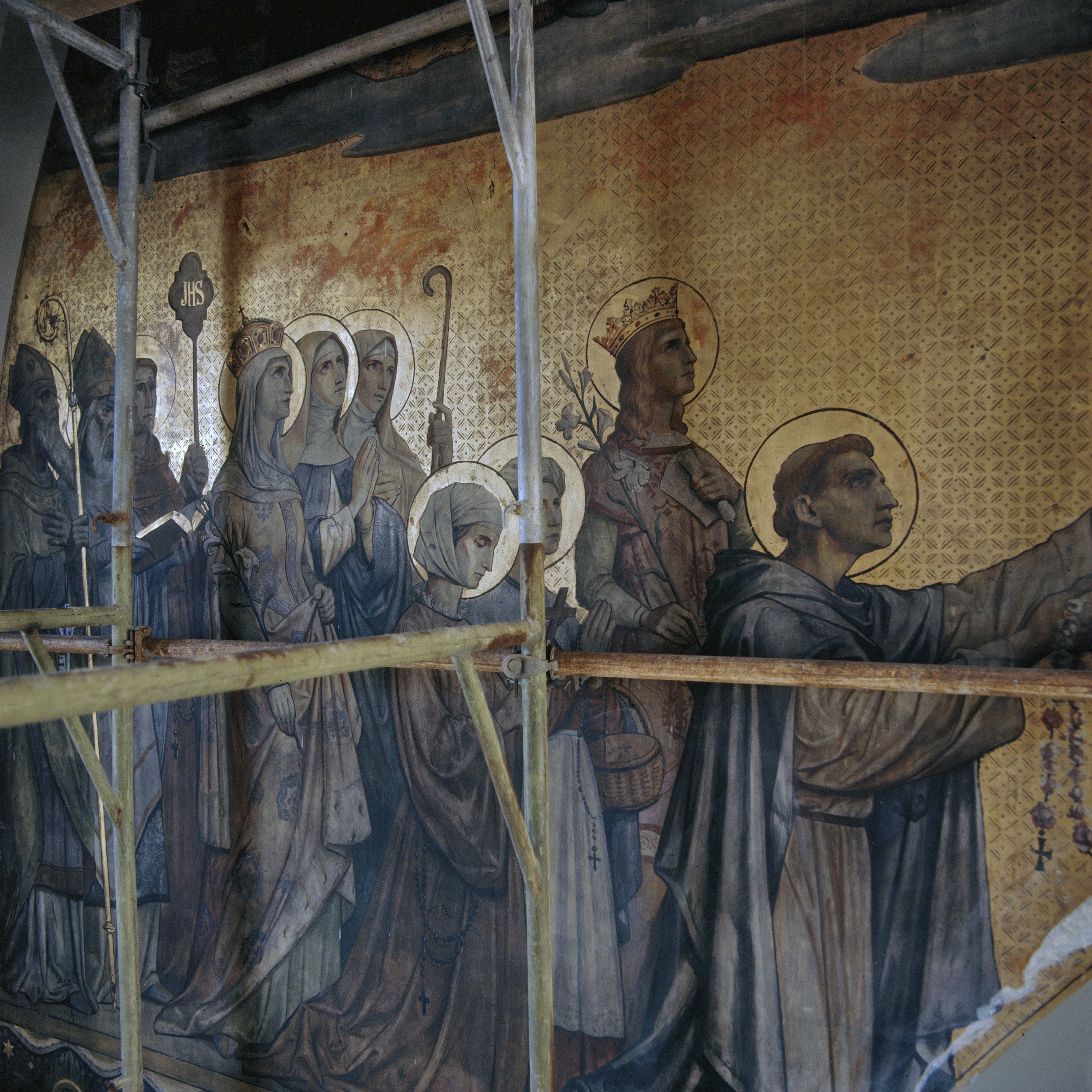
Maart 1975.
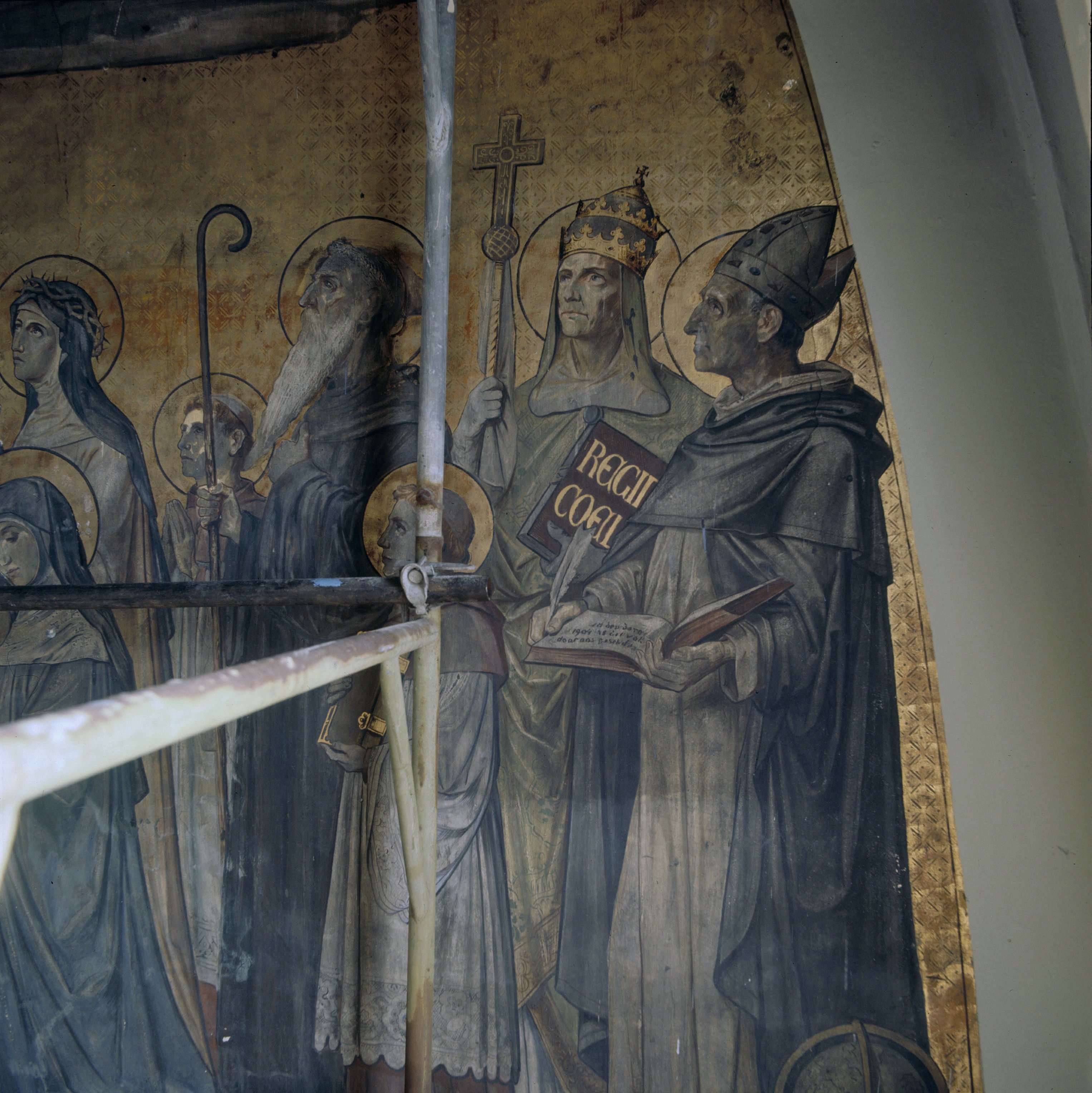
Maart 1975.
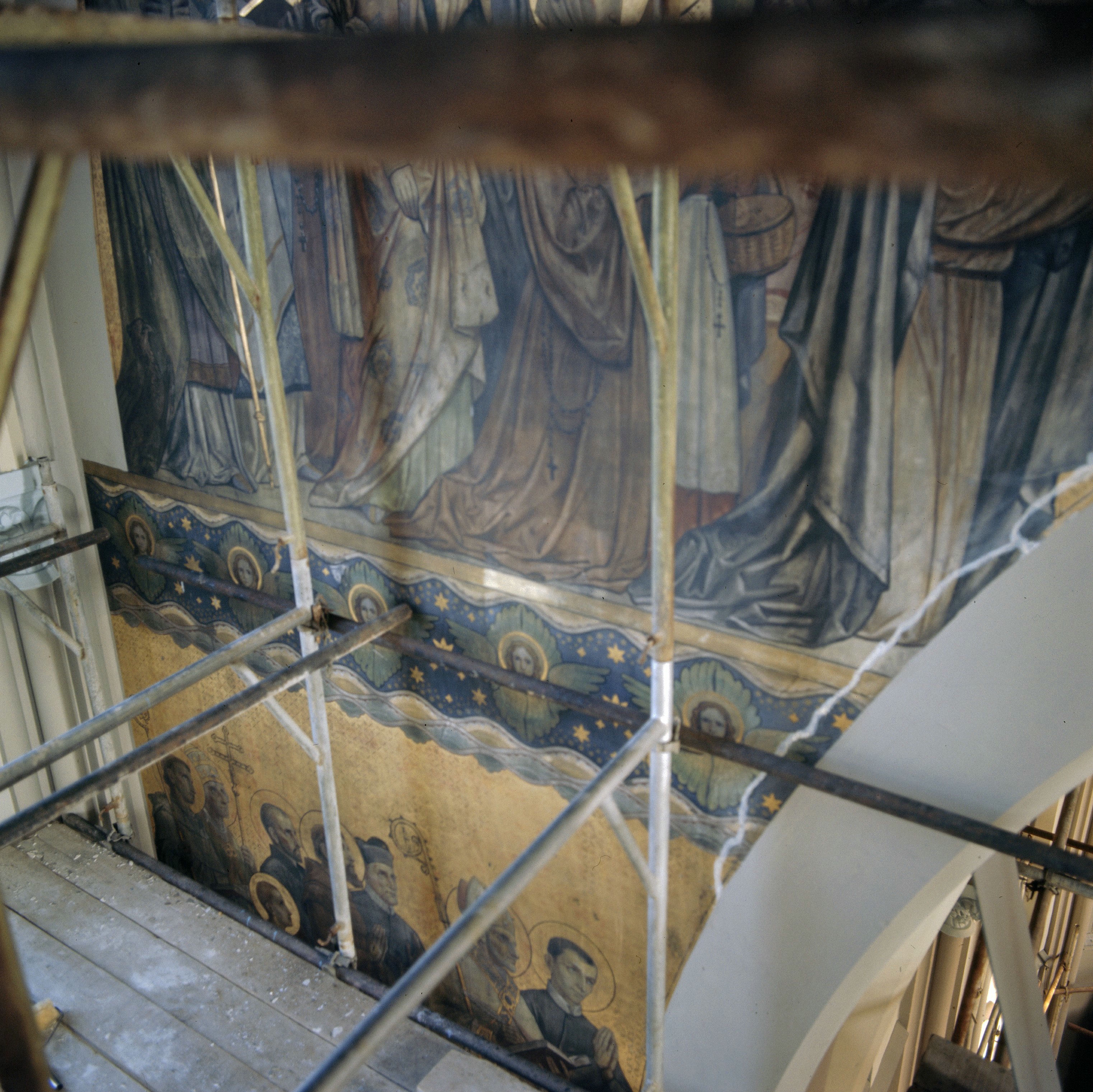
Maart 1975.

### Vooronderzoek in 1991

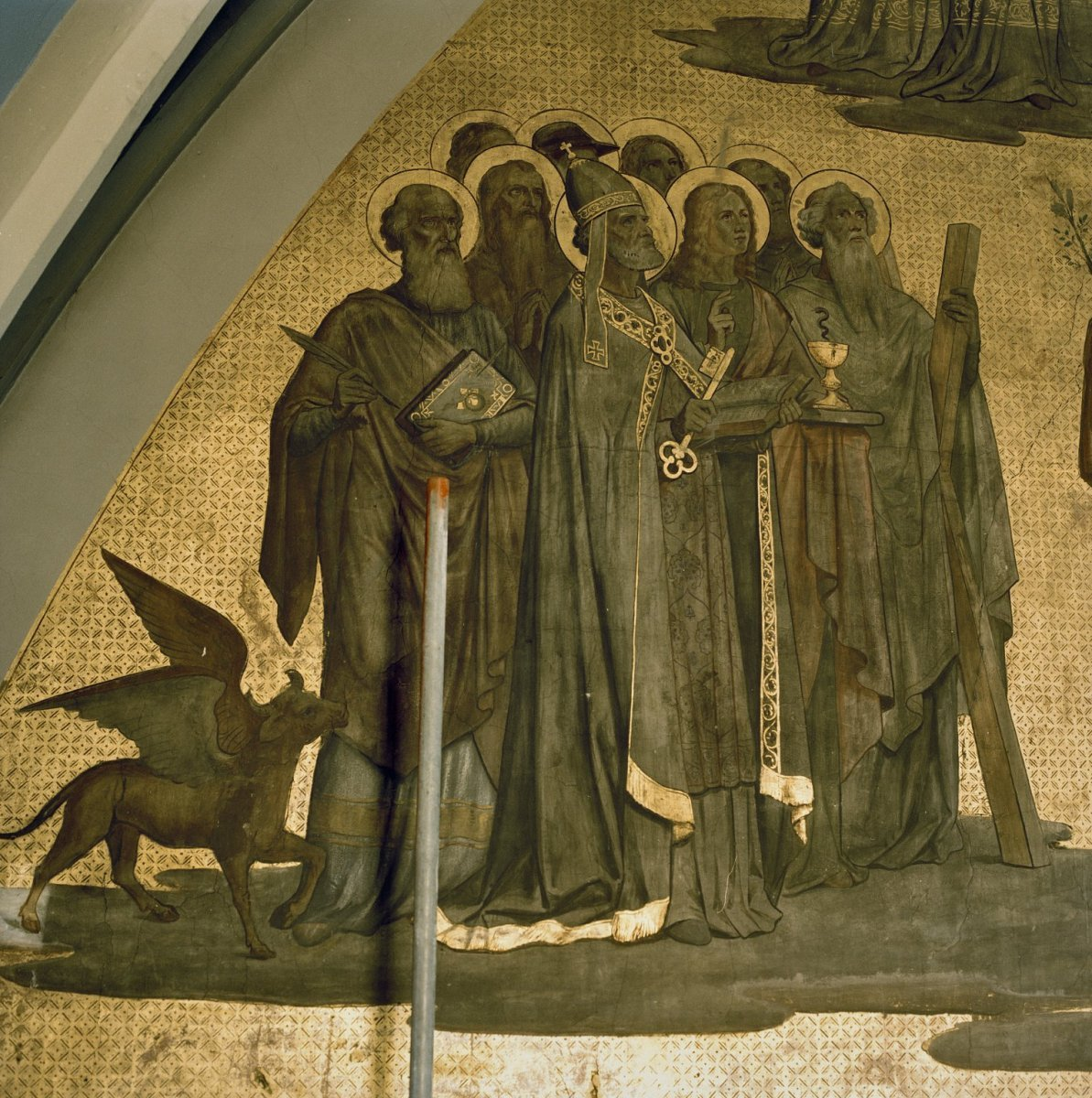
September 1991.
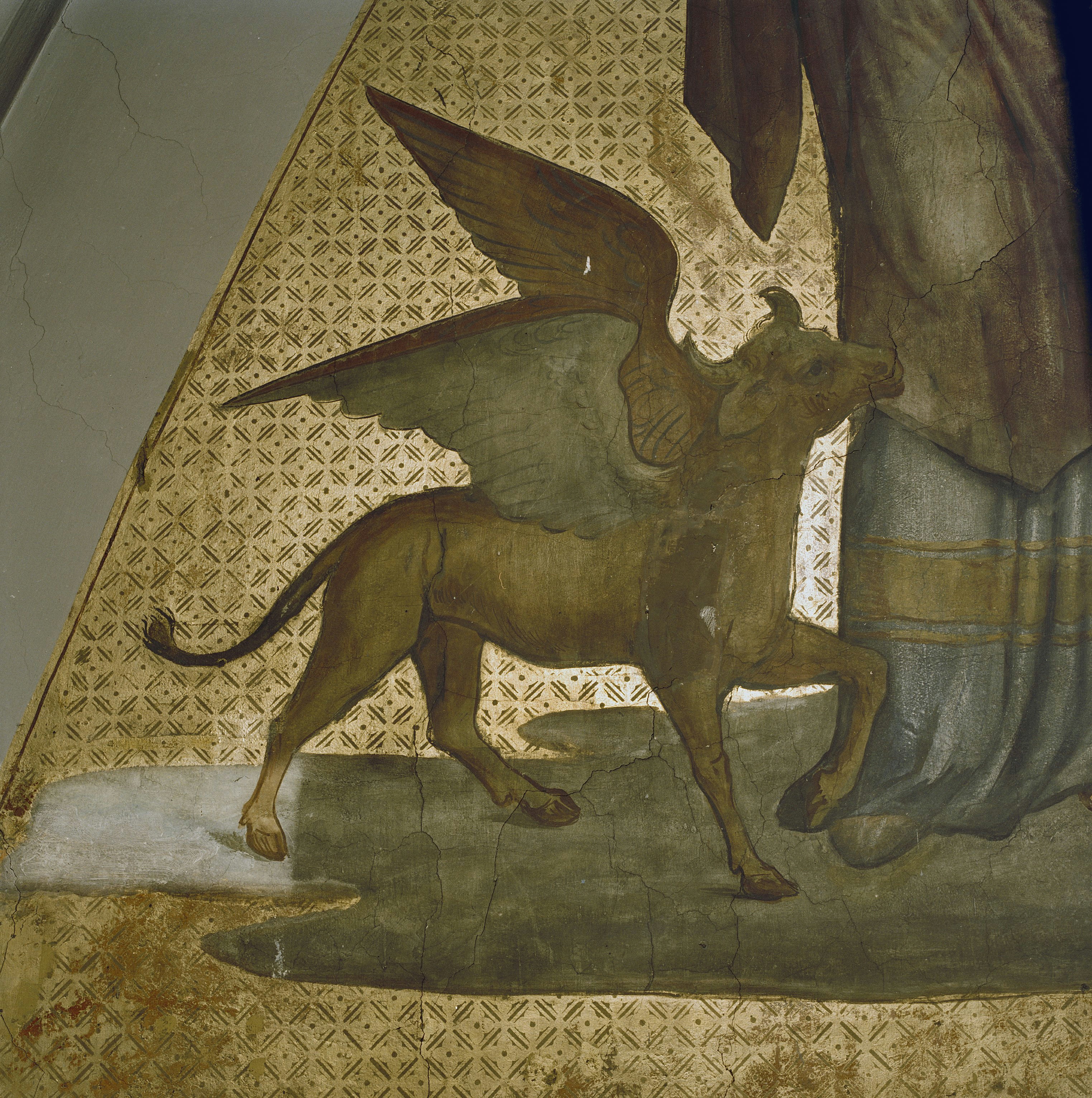
September 1991.
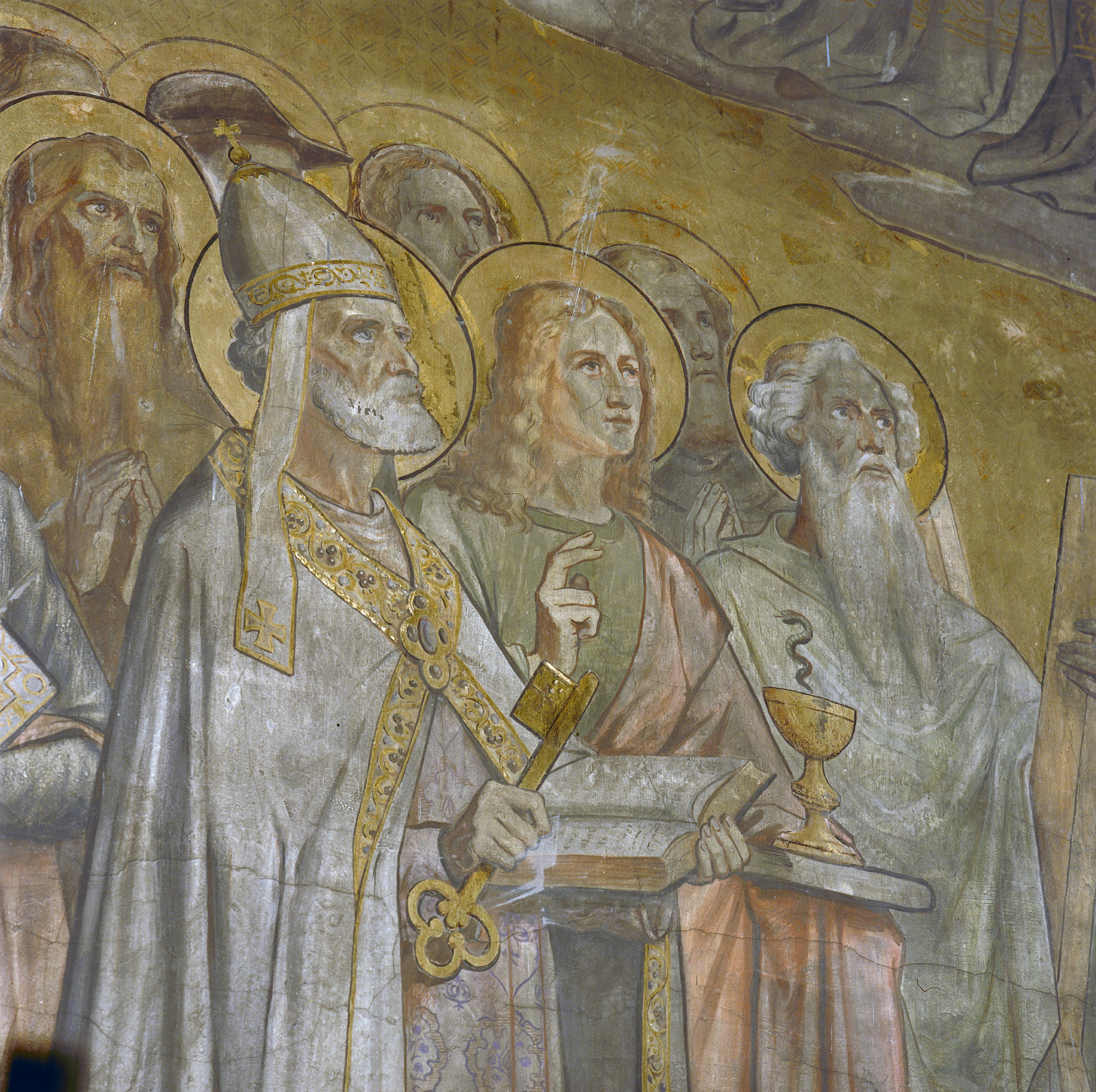
September 1991.
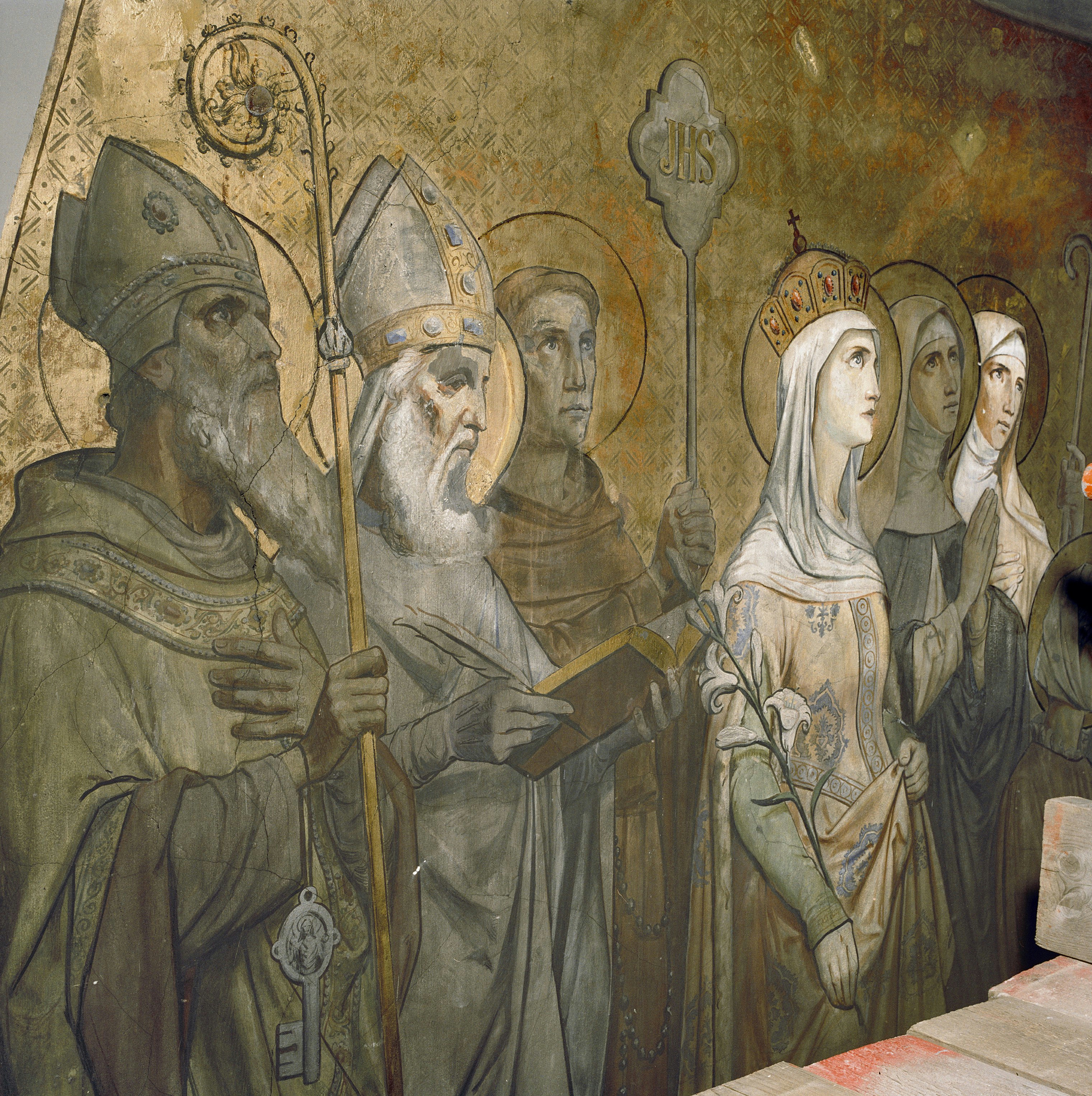
September 1991.
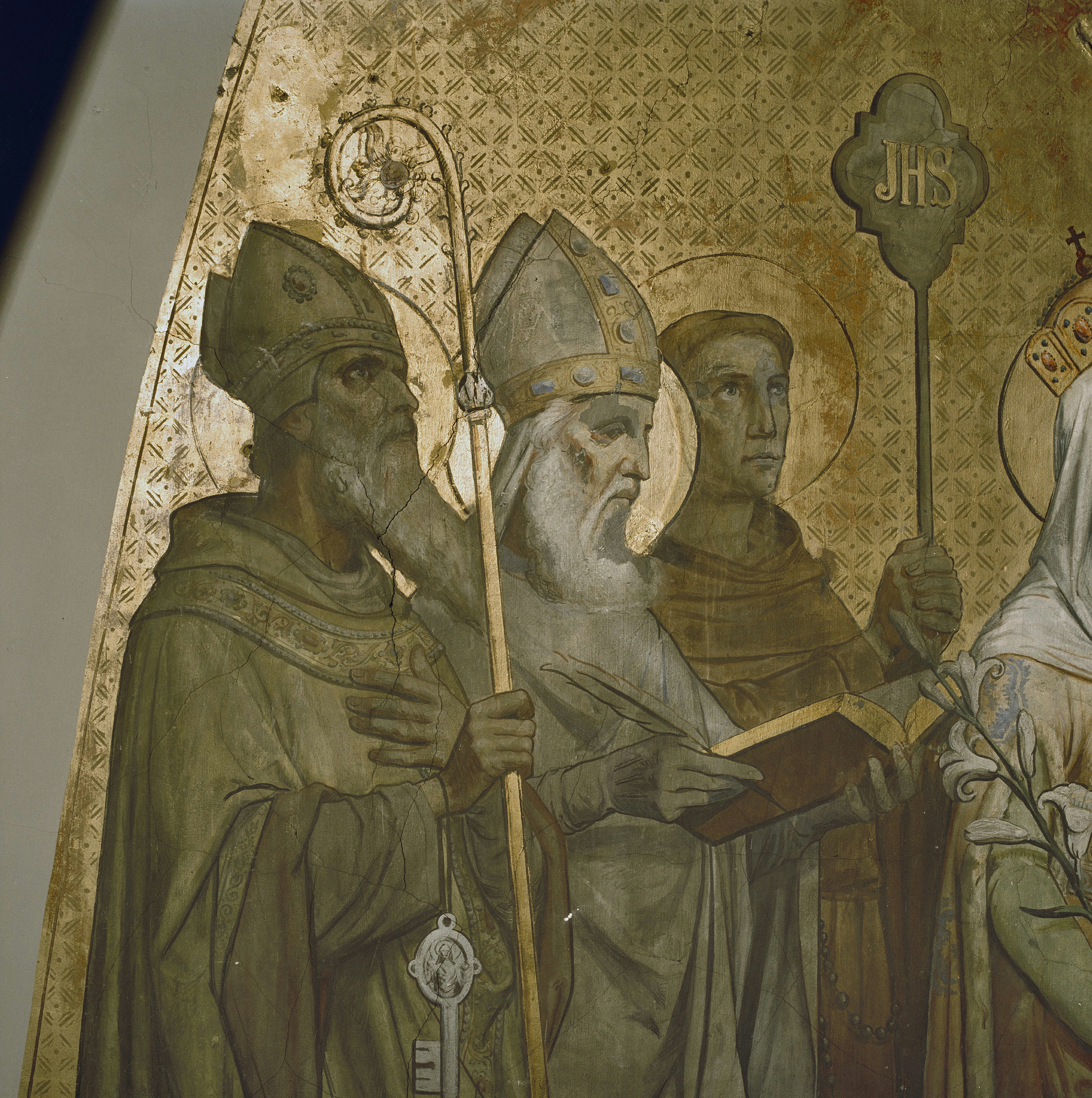
September 1991.
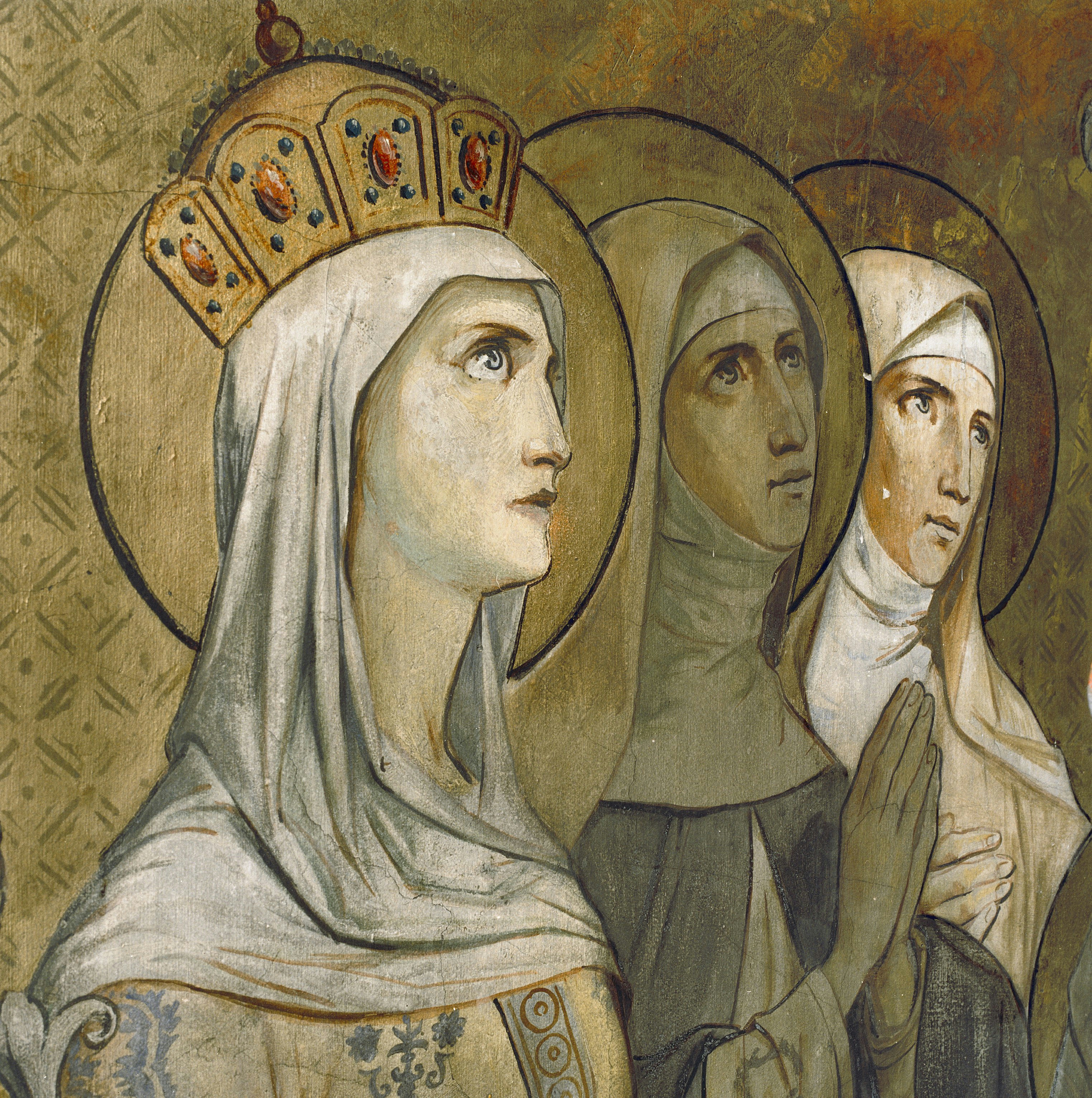
September 1991.
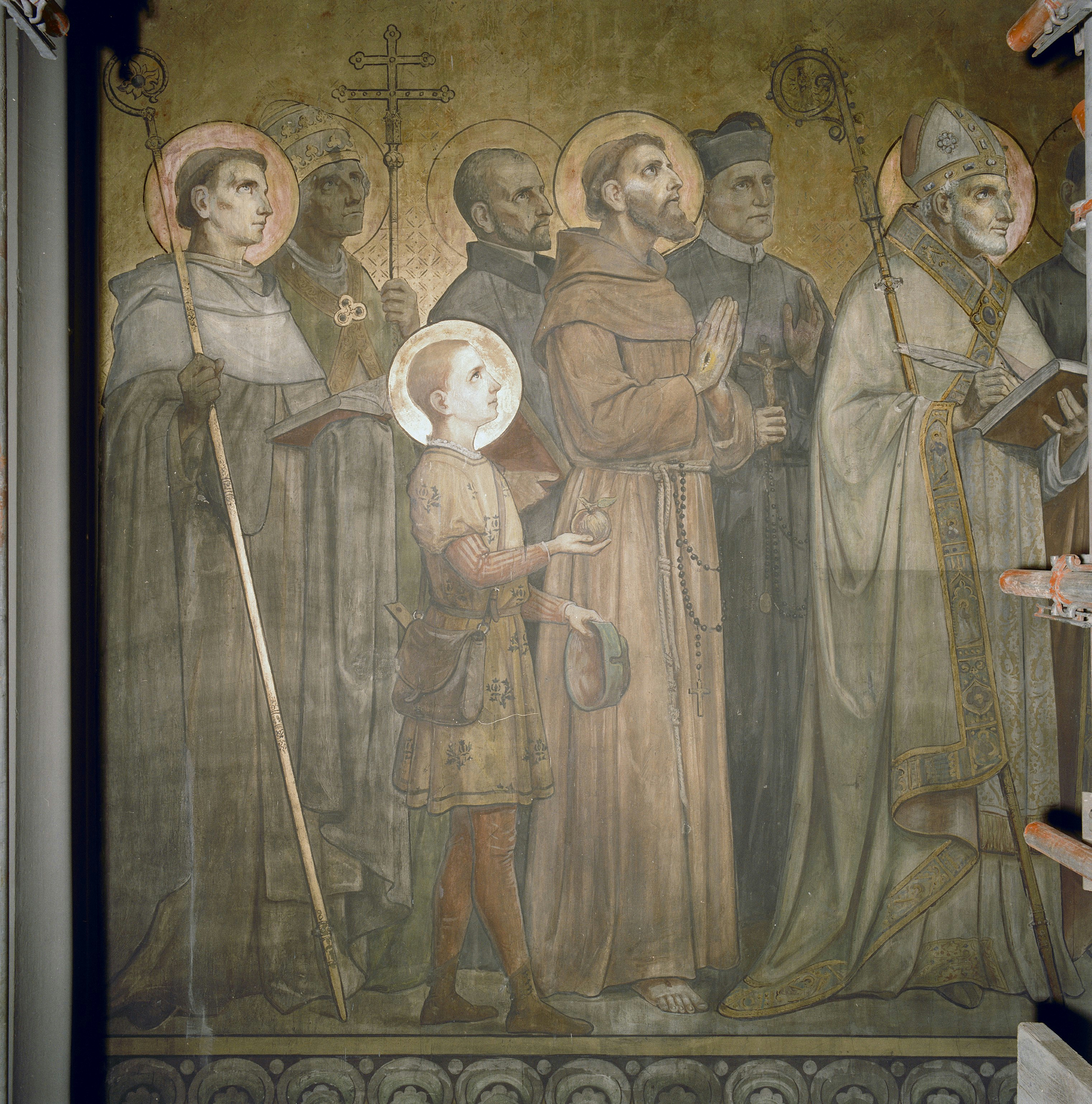
September 1991.
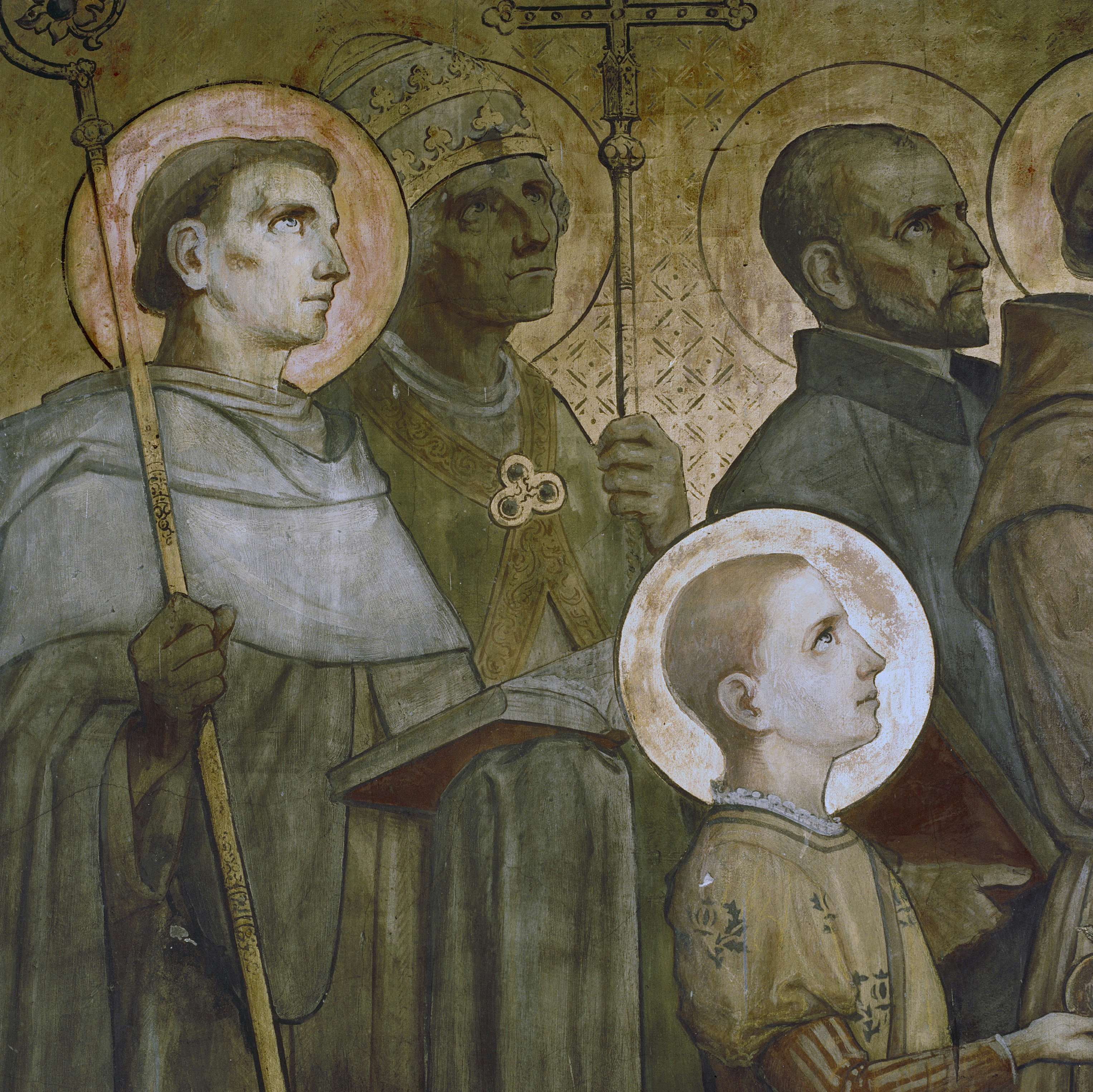
September 1991.
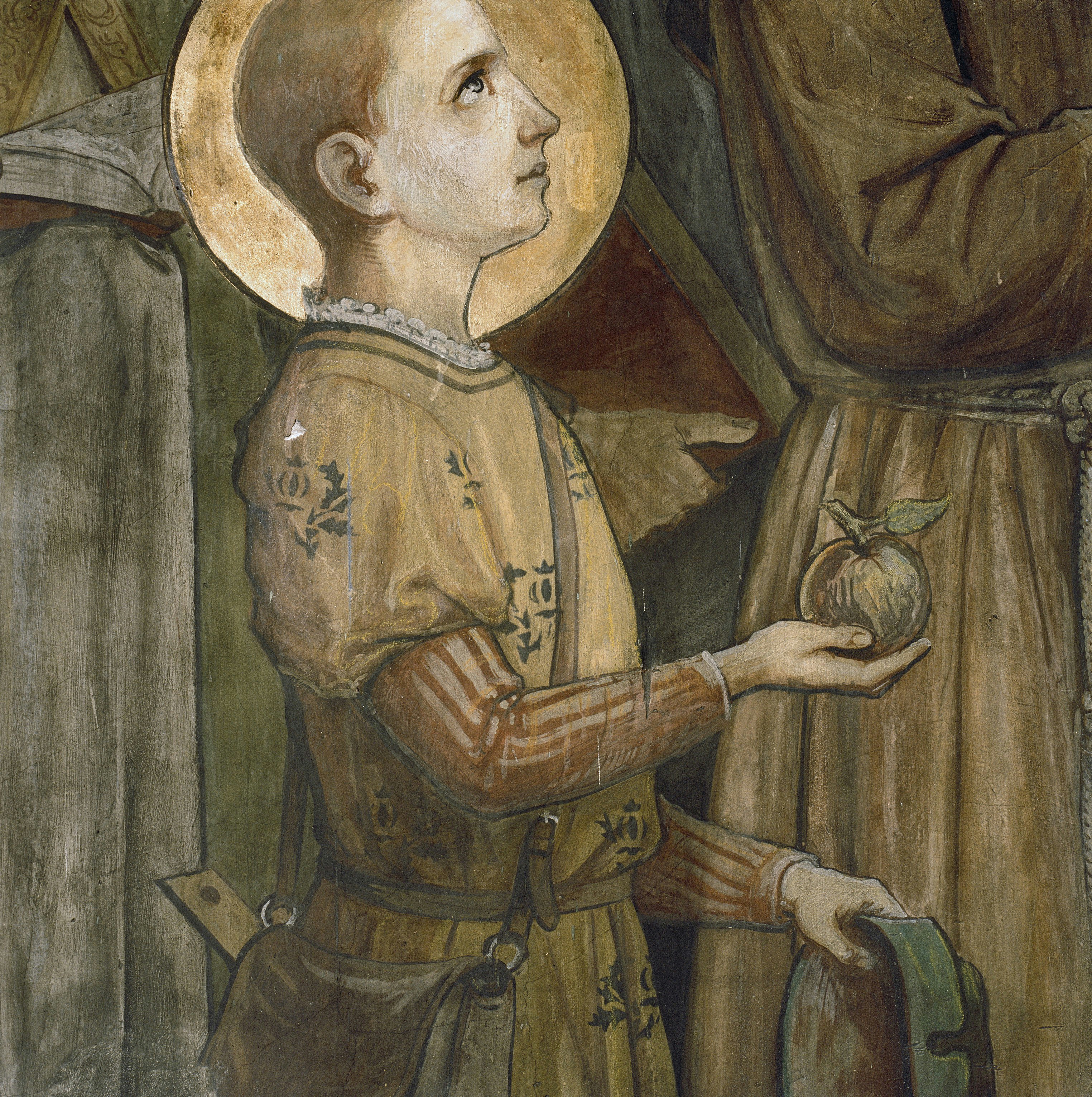
September 1991.
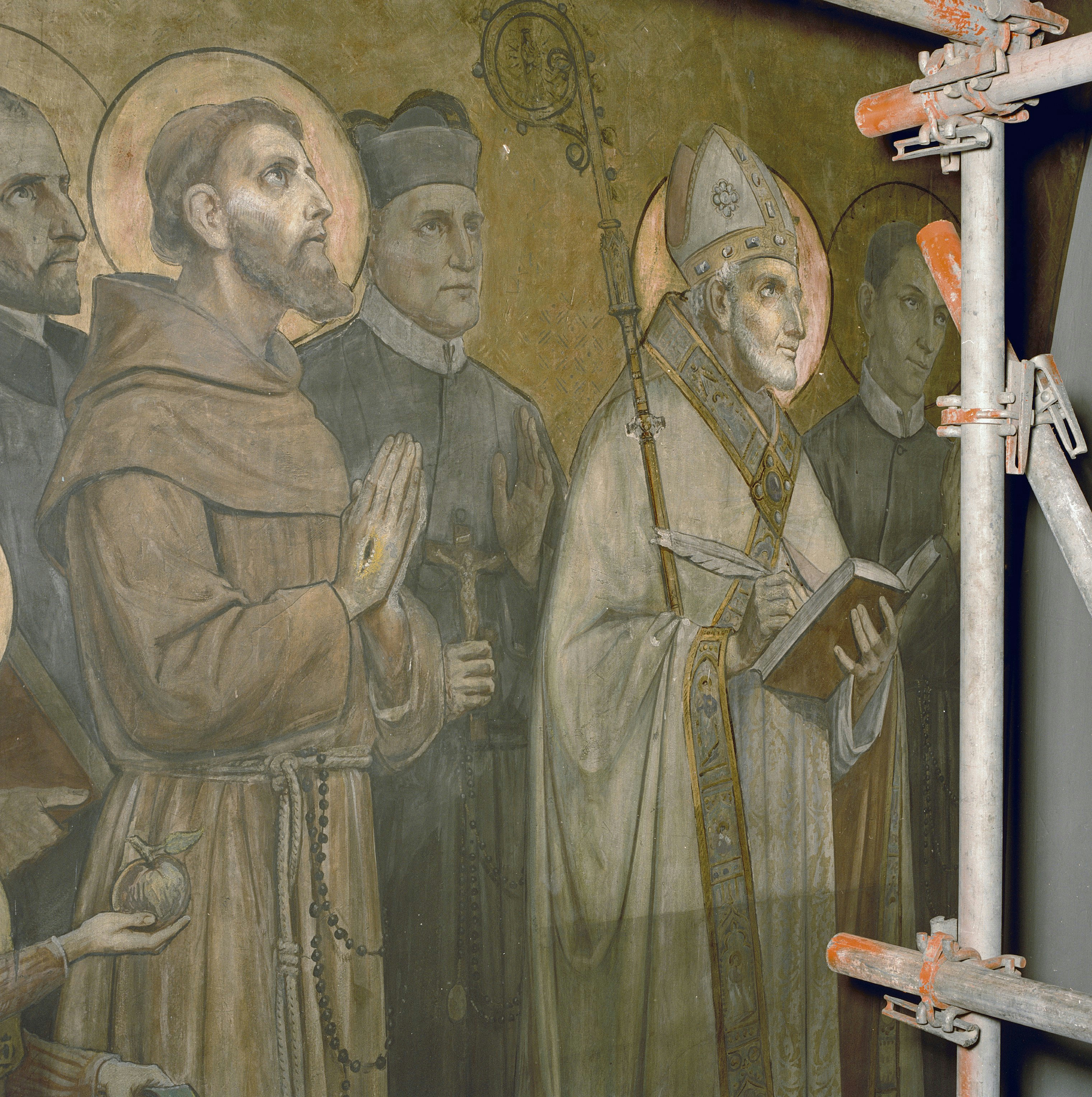
September 1991.
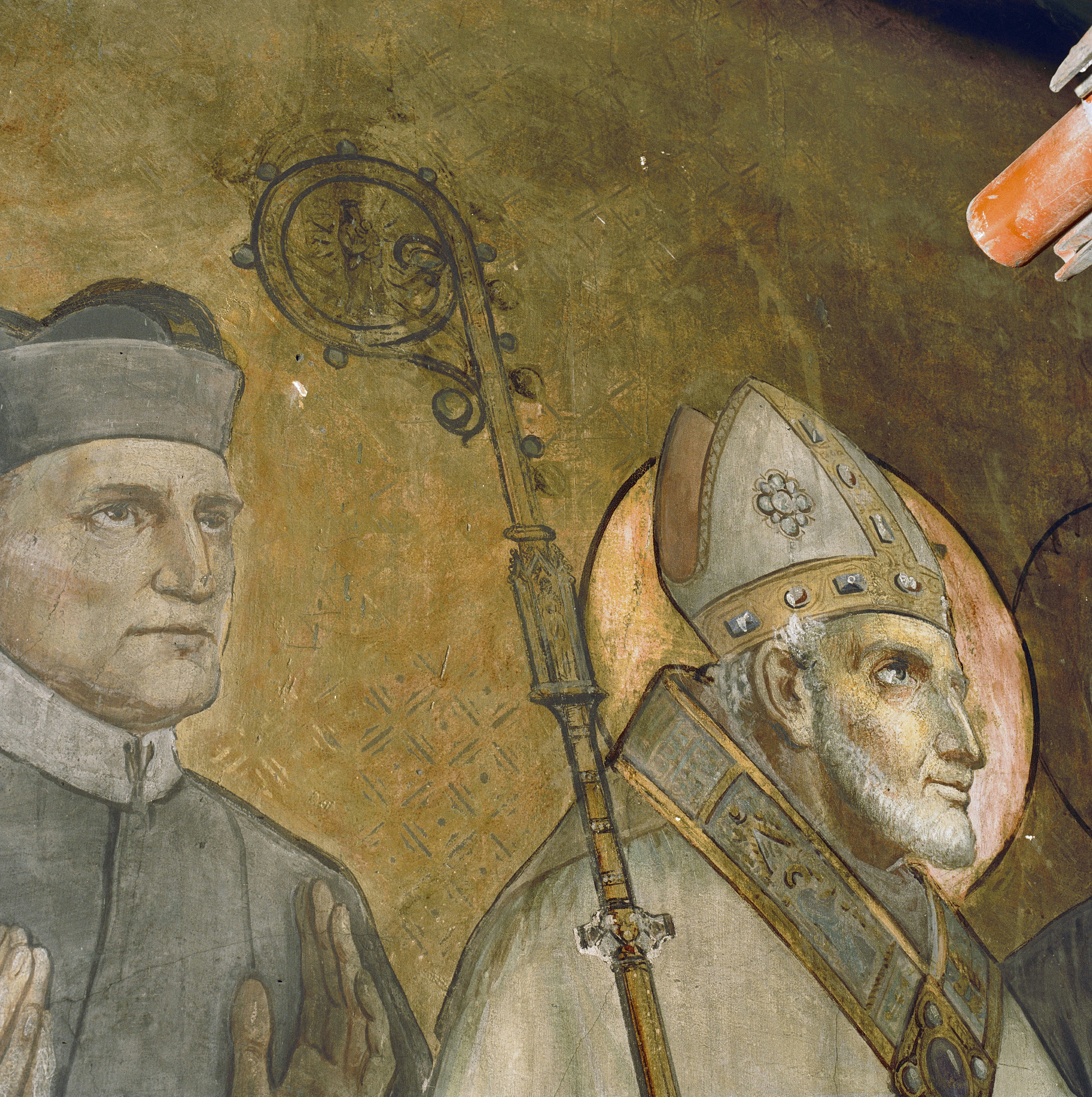
September 1991.

### Restauraie van 1994

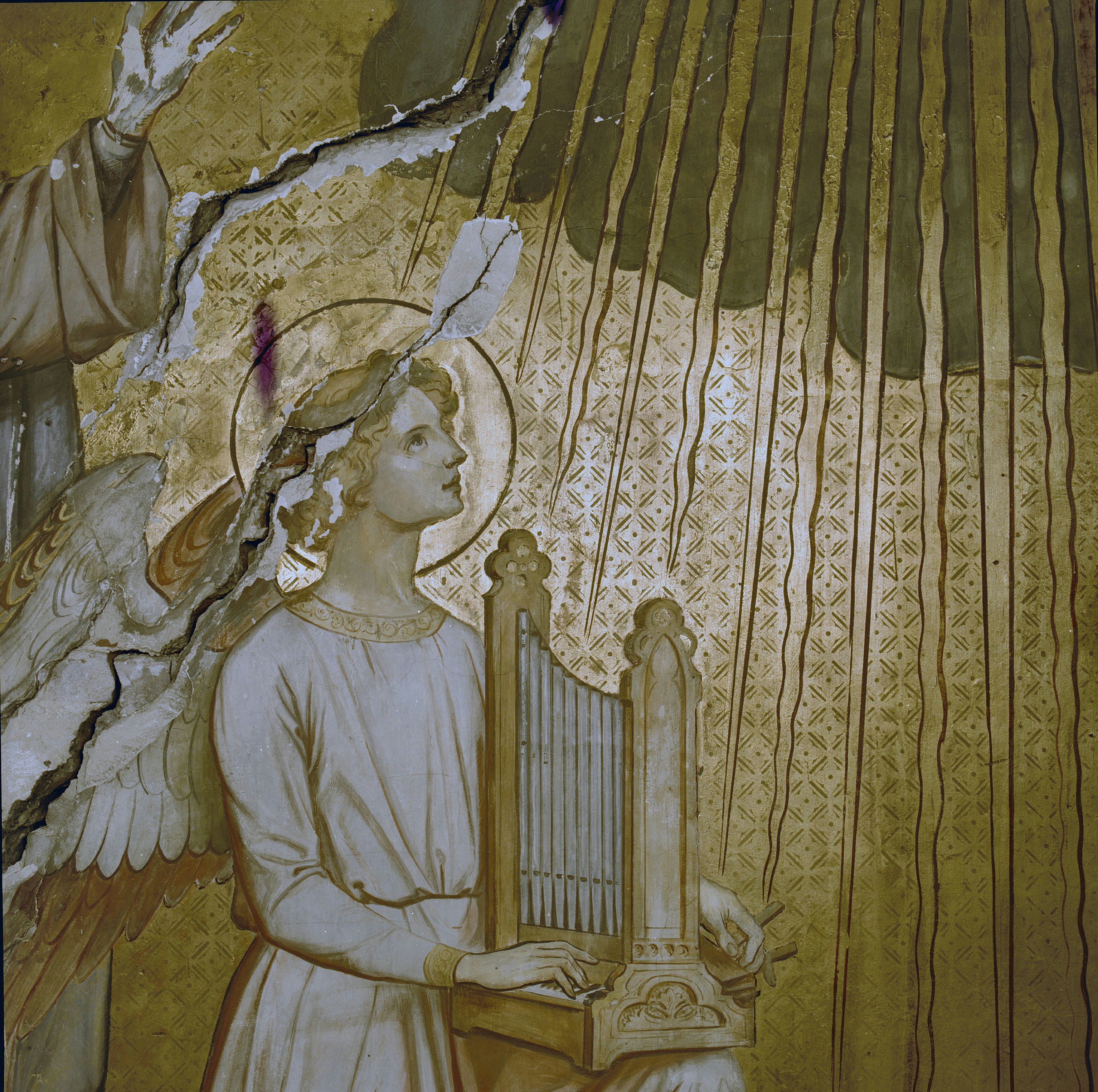
1 februari 1994.
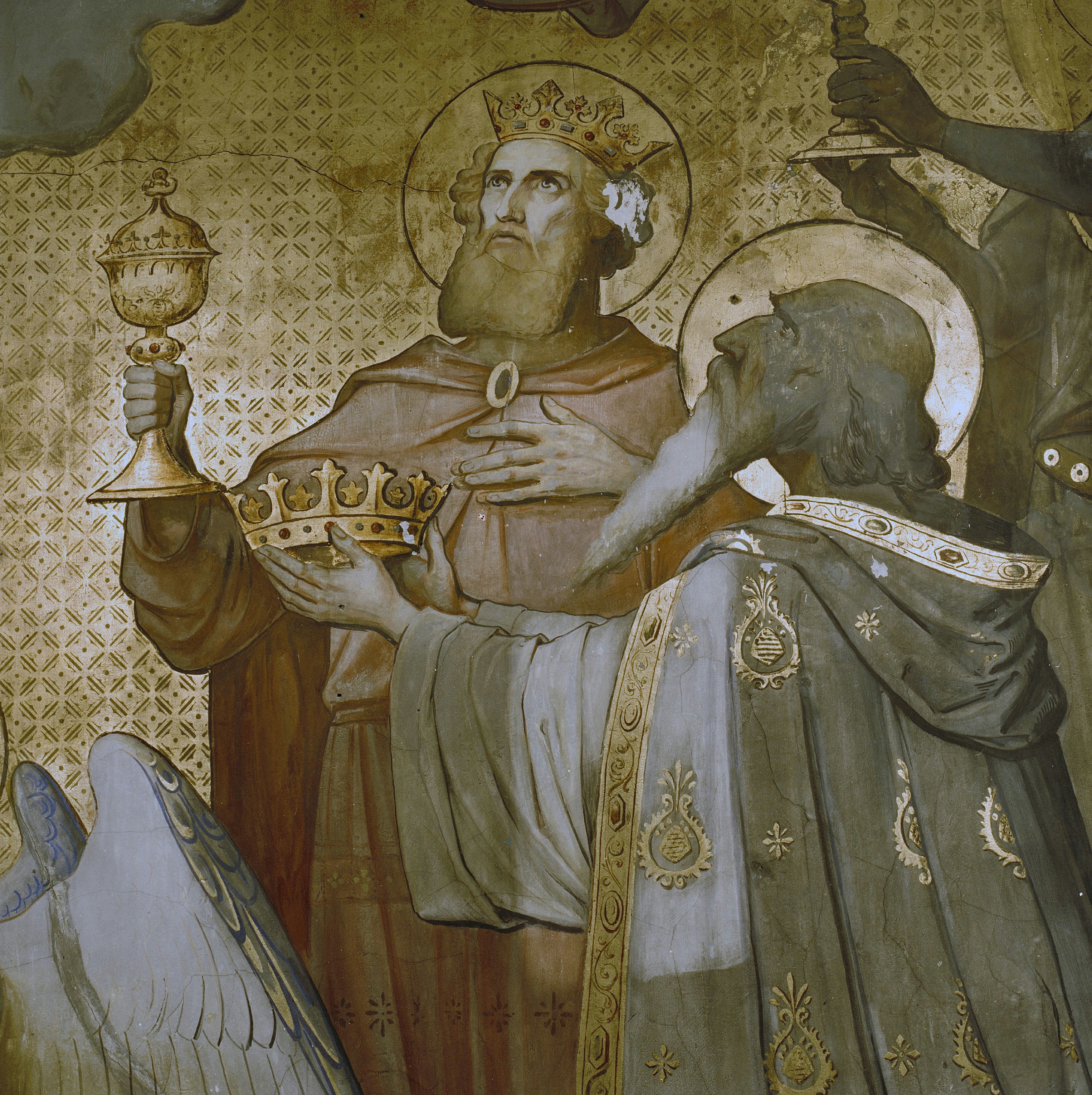
1 februari 1994.
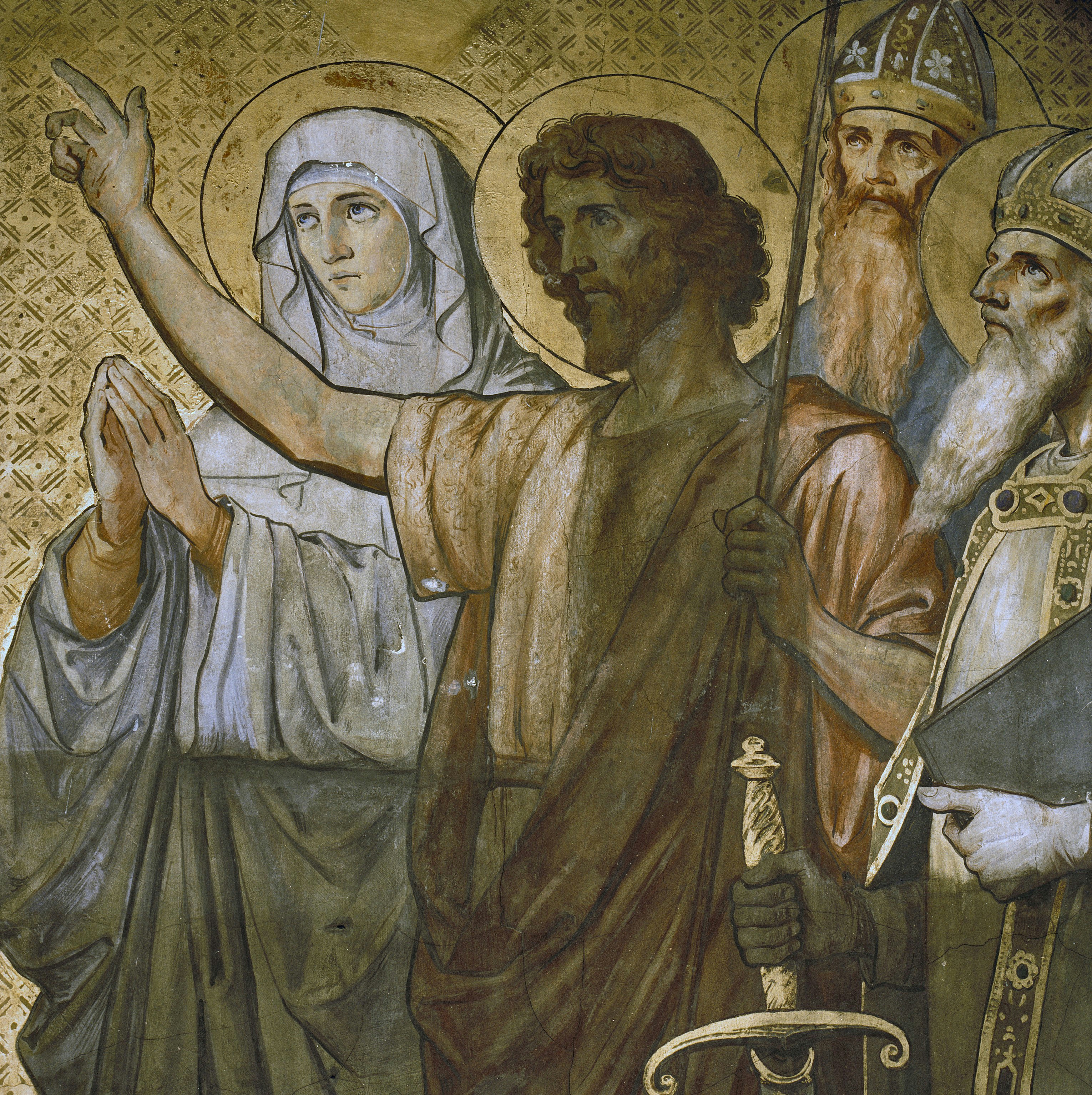
1 februari 1994.
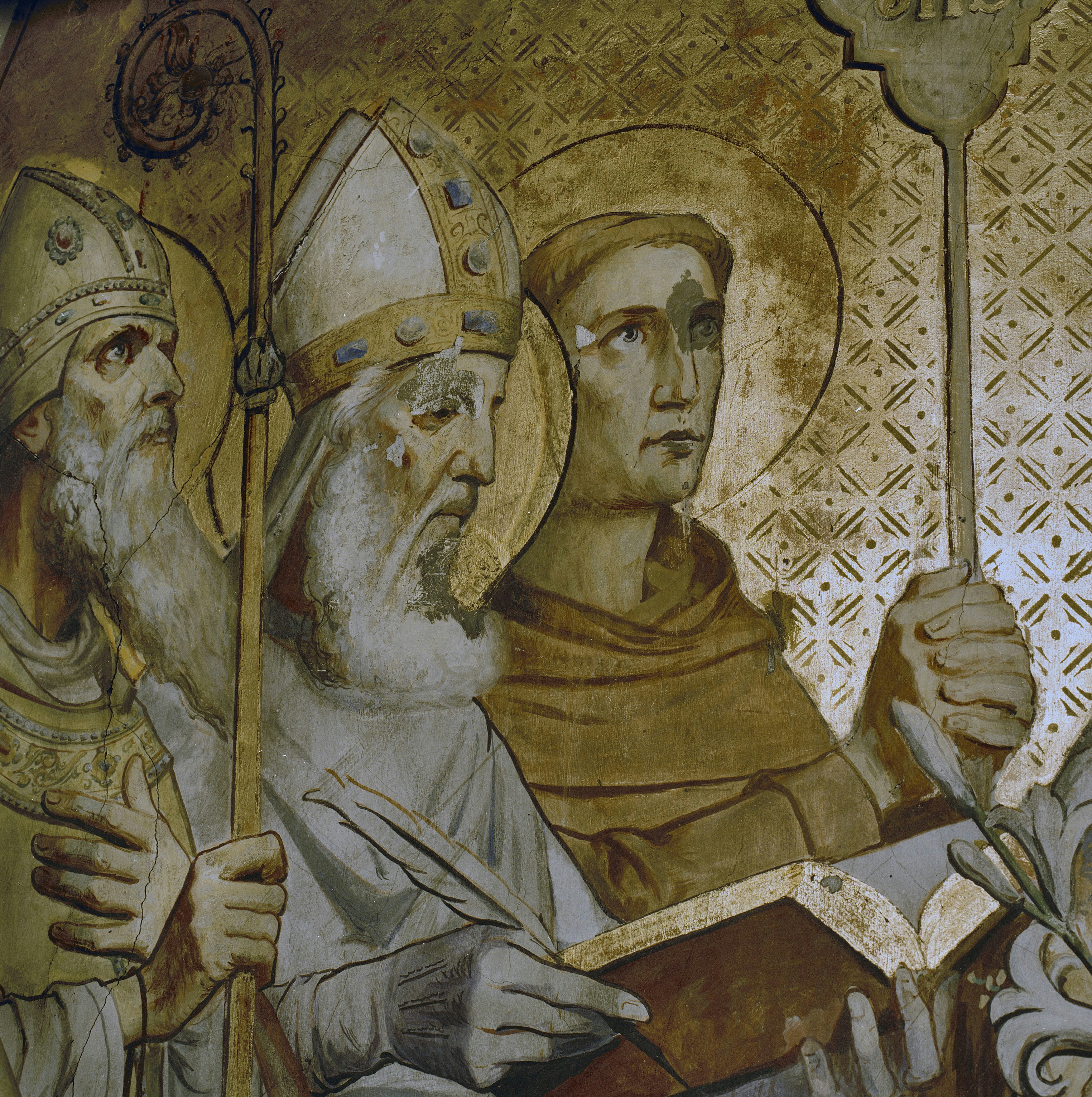
1 februari 1994.
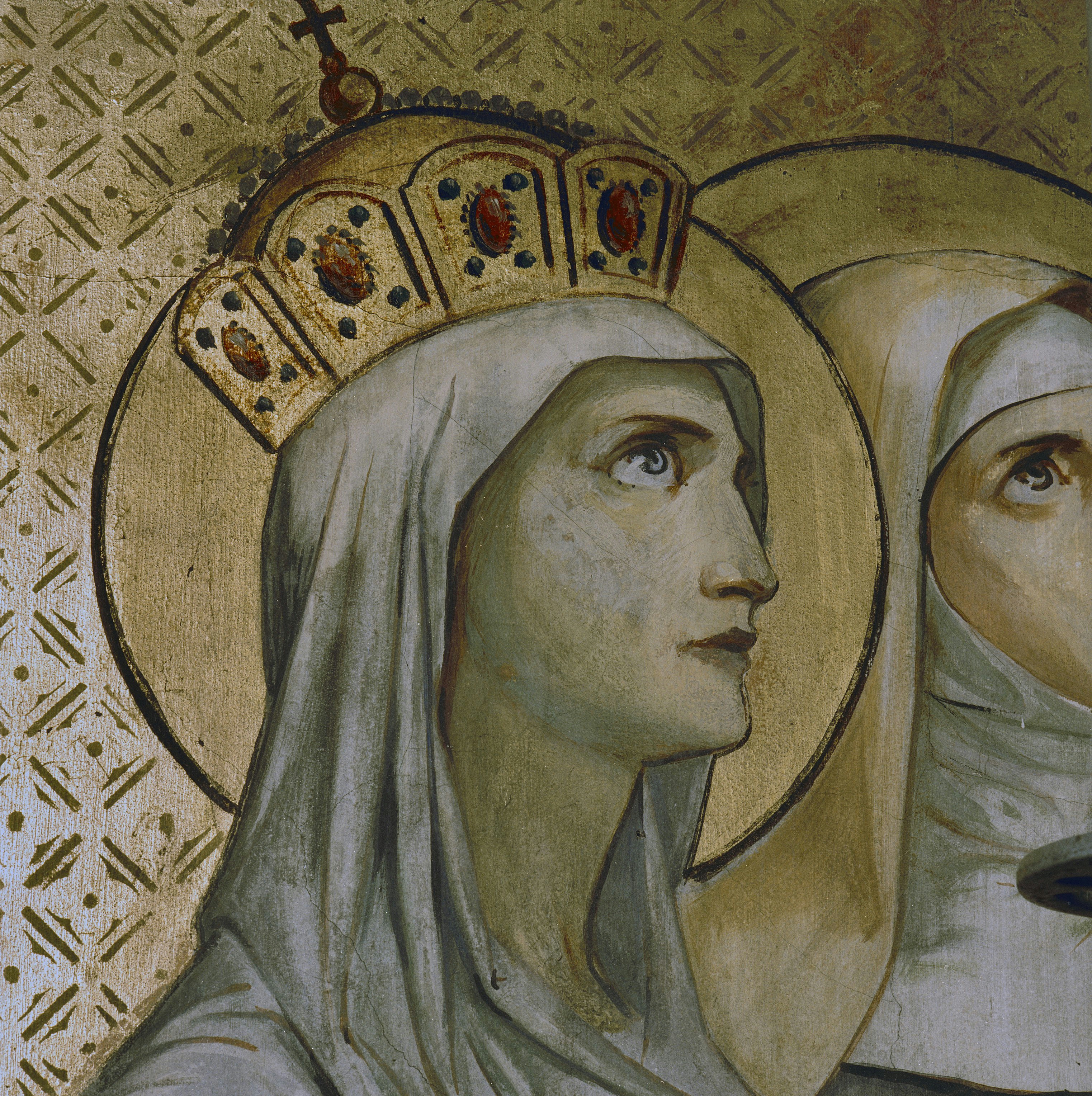
1 februari 1994.
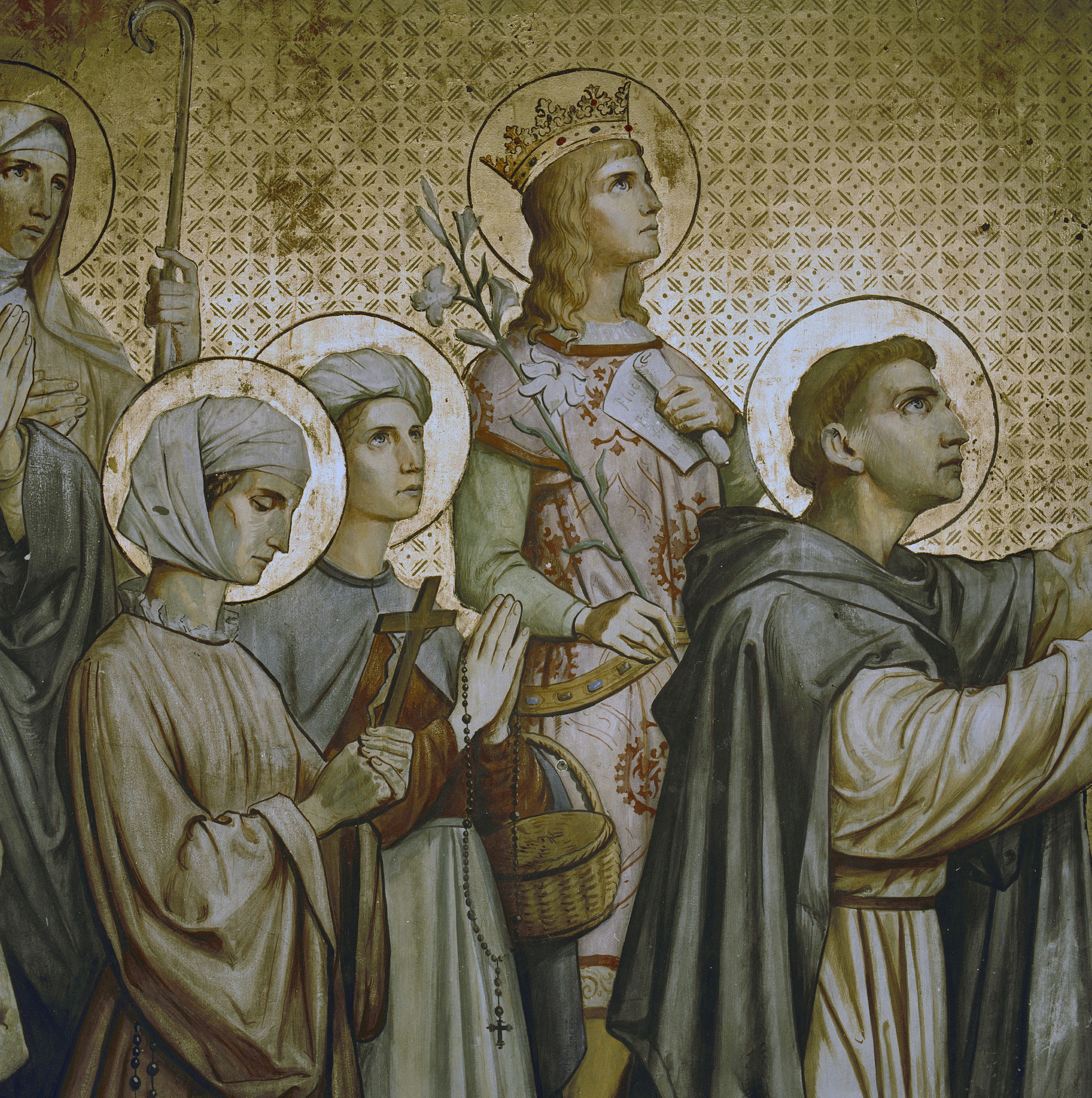
1 februari 1994.
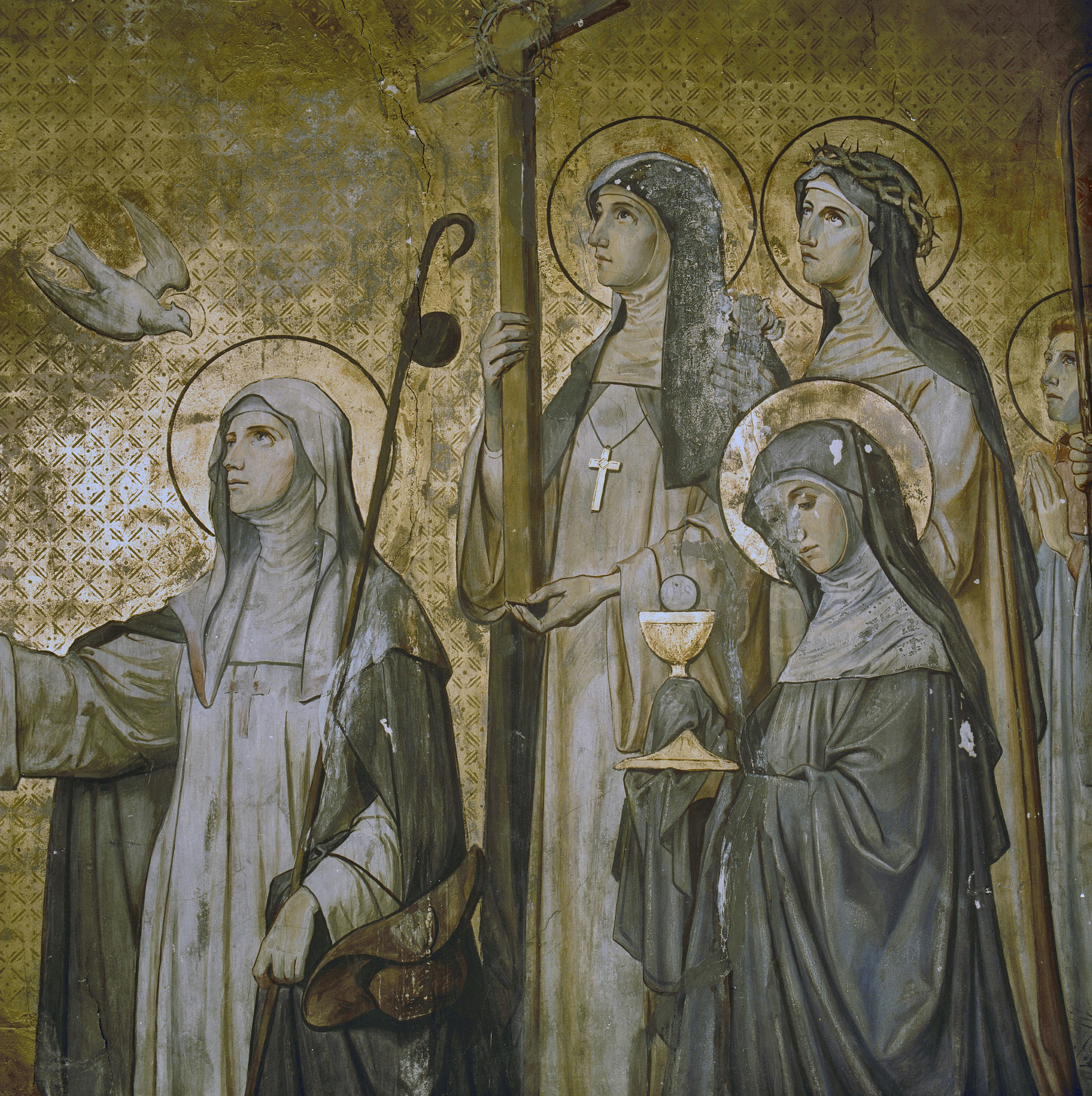
1 februari 1994.
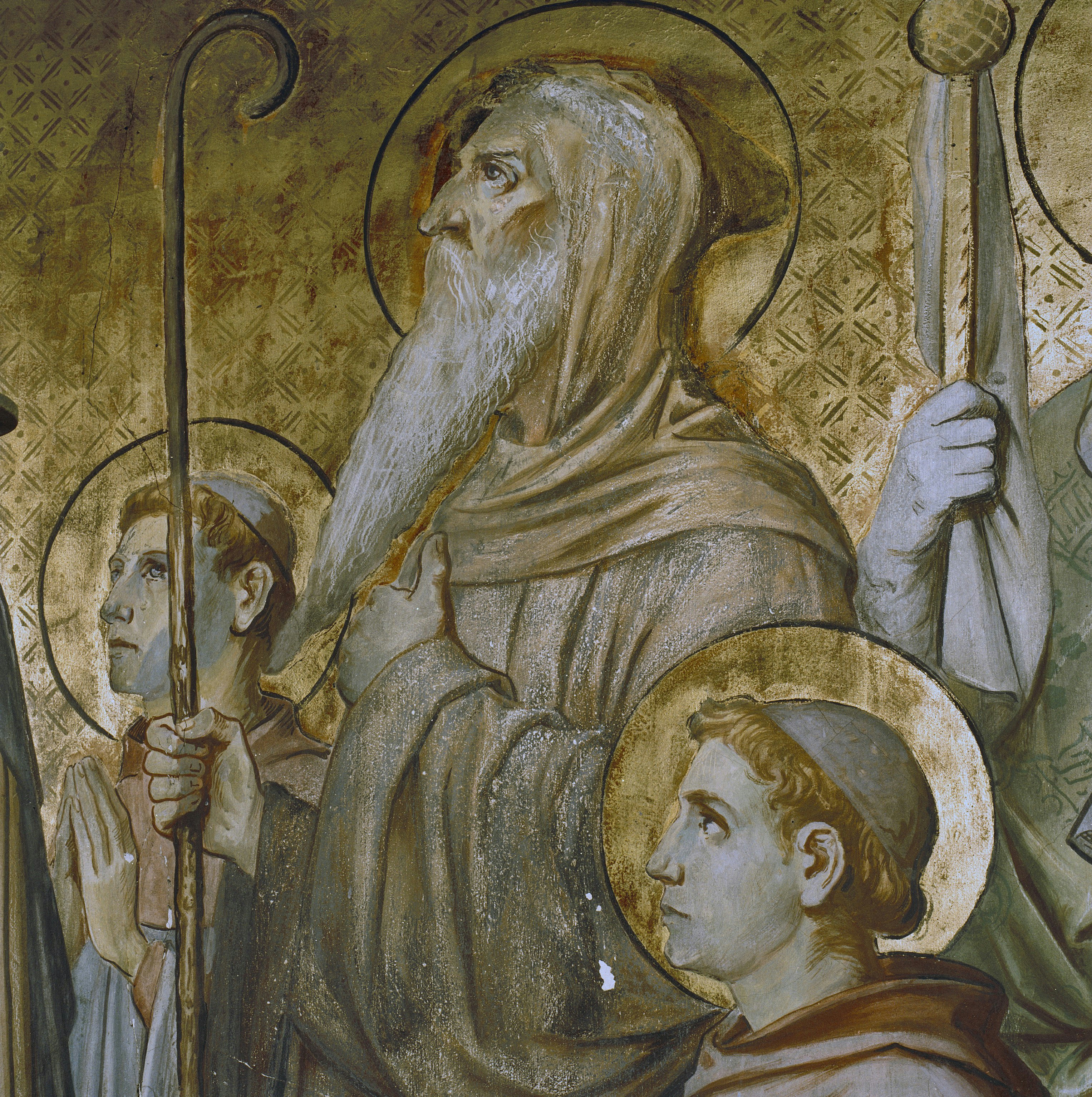
1 februari 1994.
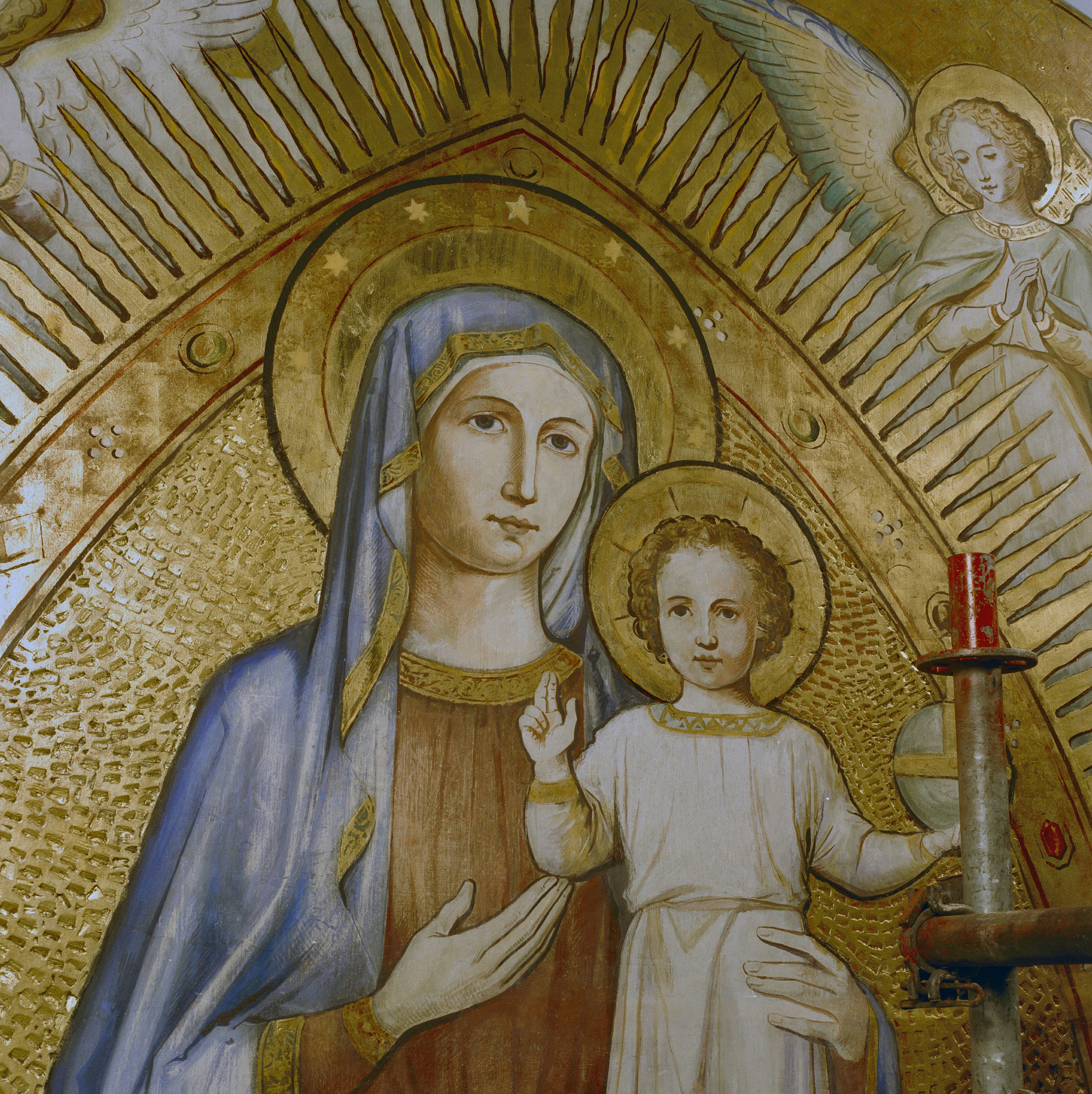
7 juli 1994.
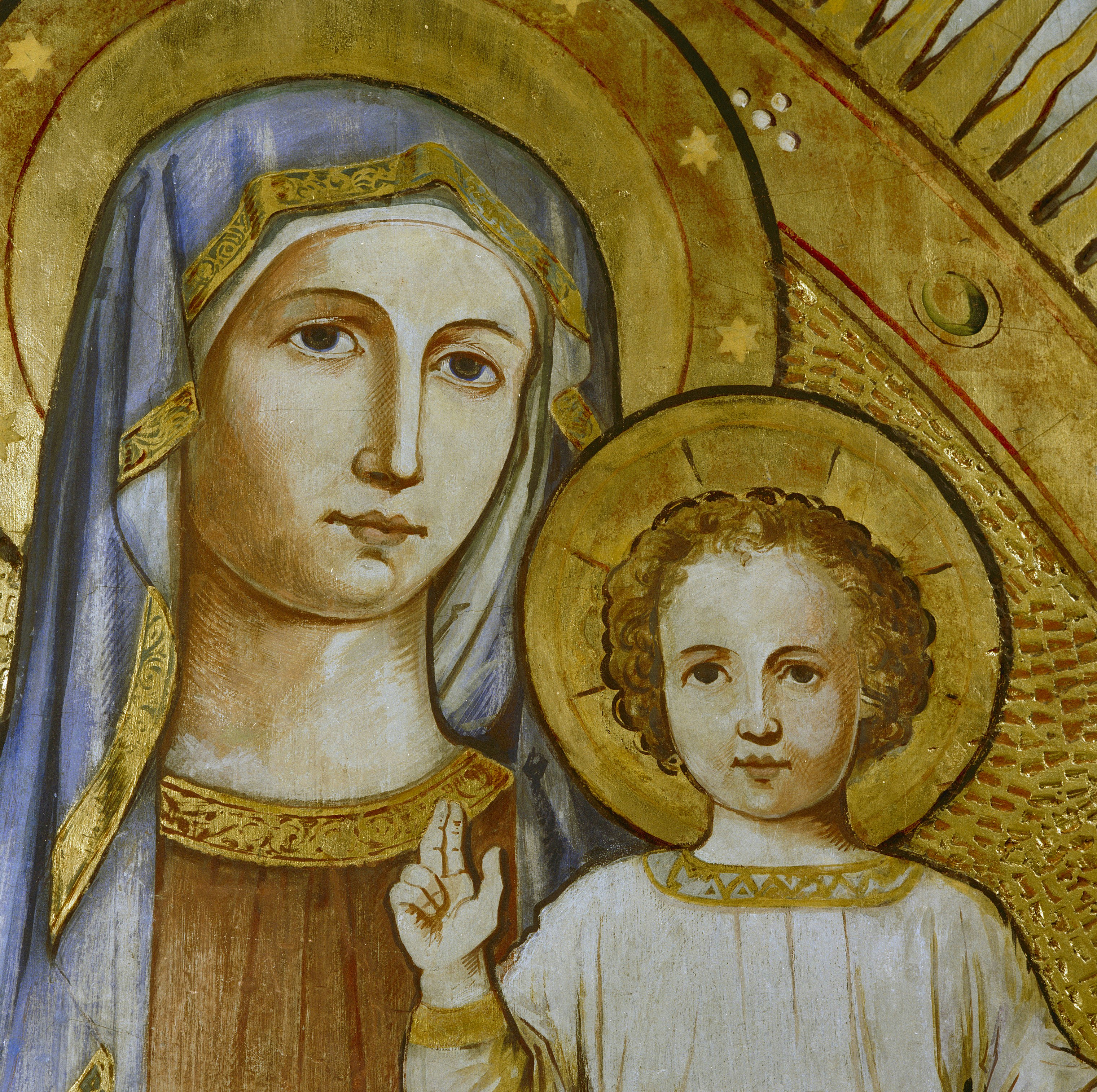
7 juli 1994.
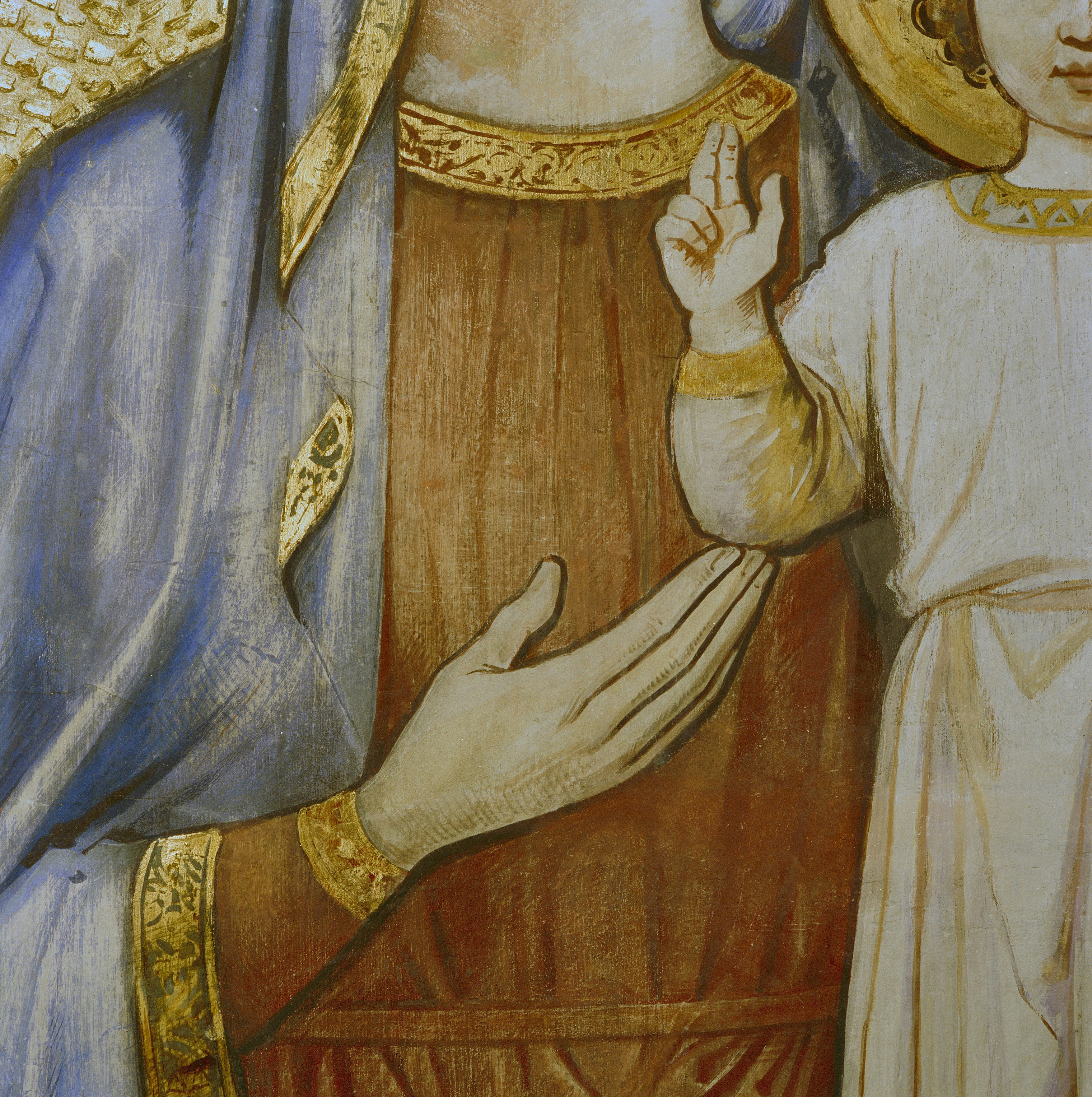
7 juli 1994.
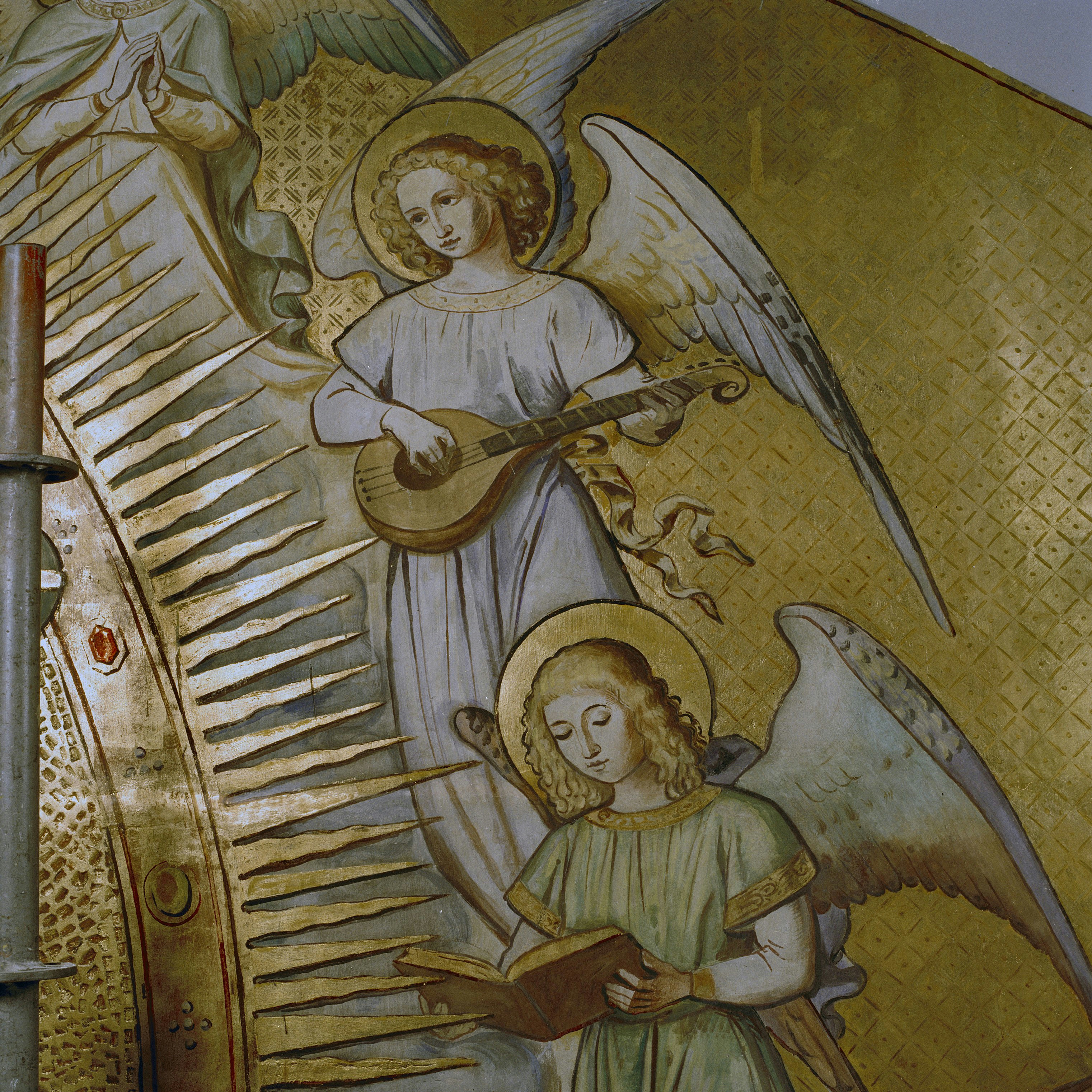
7 juli 1994.
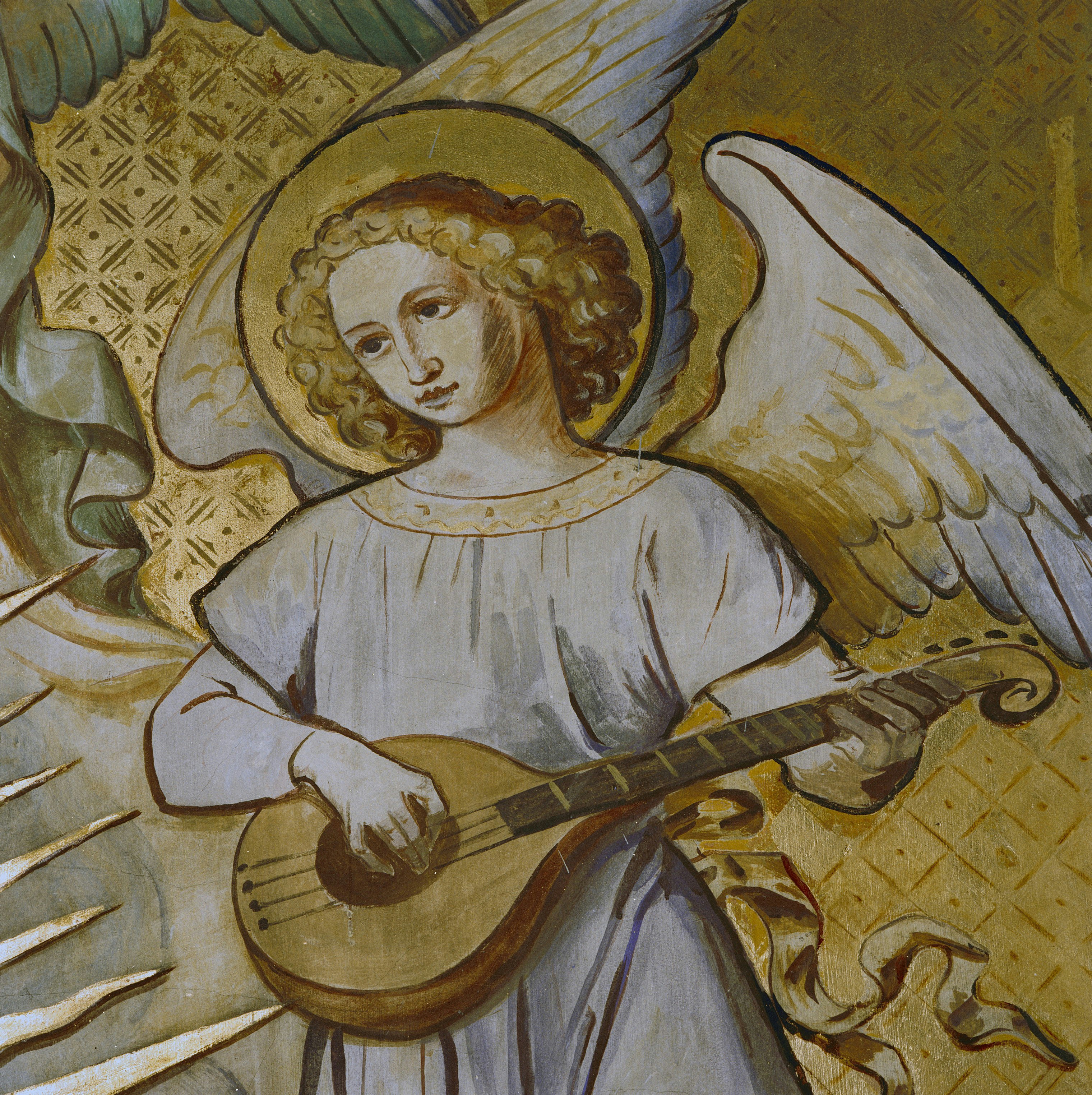
7 juli 1994.
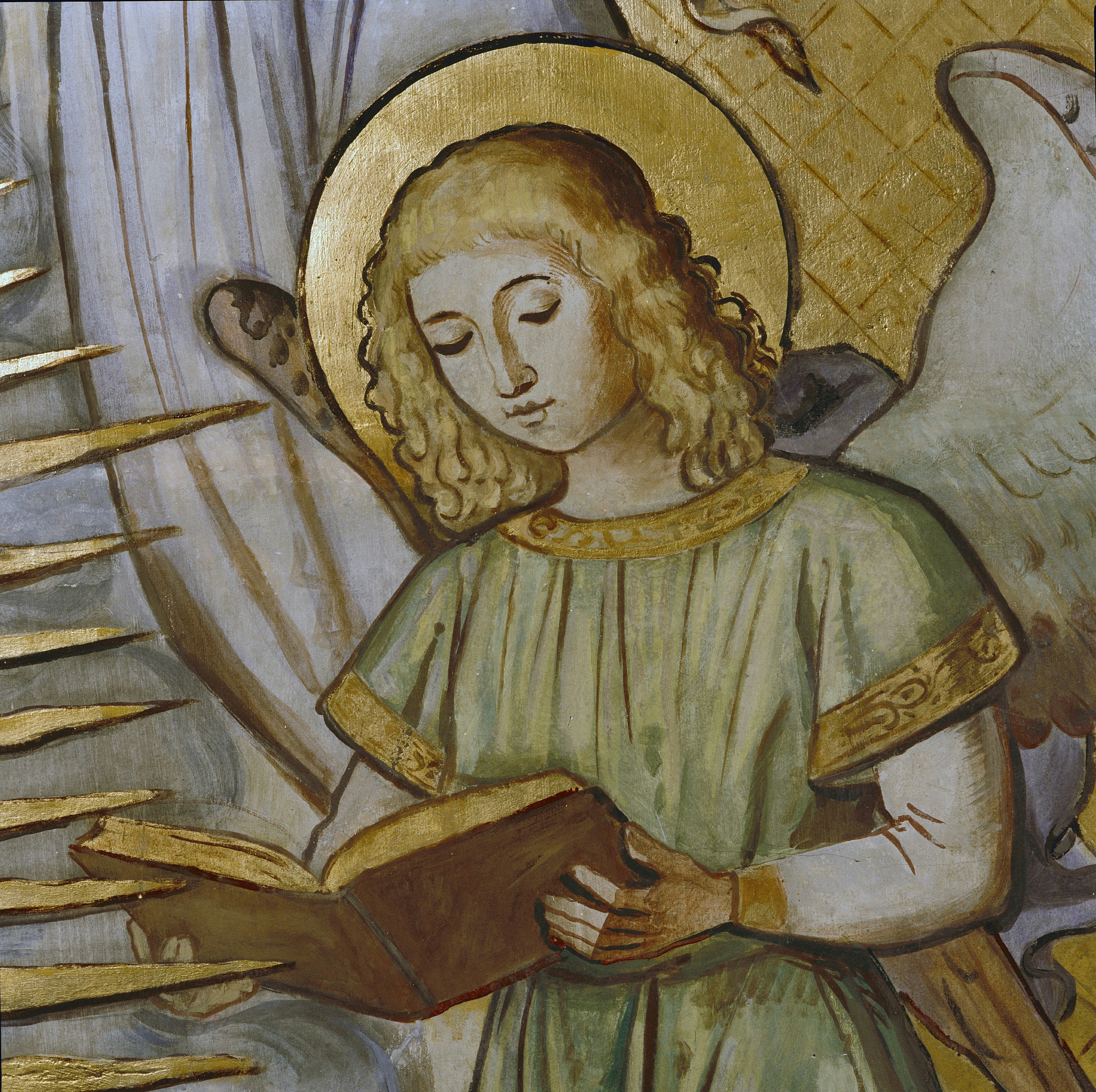
7 juli 1994.
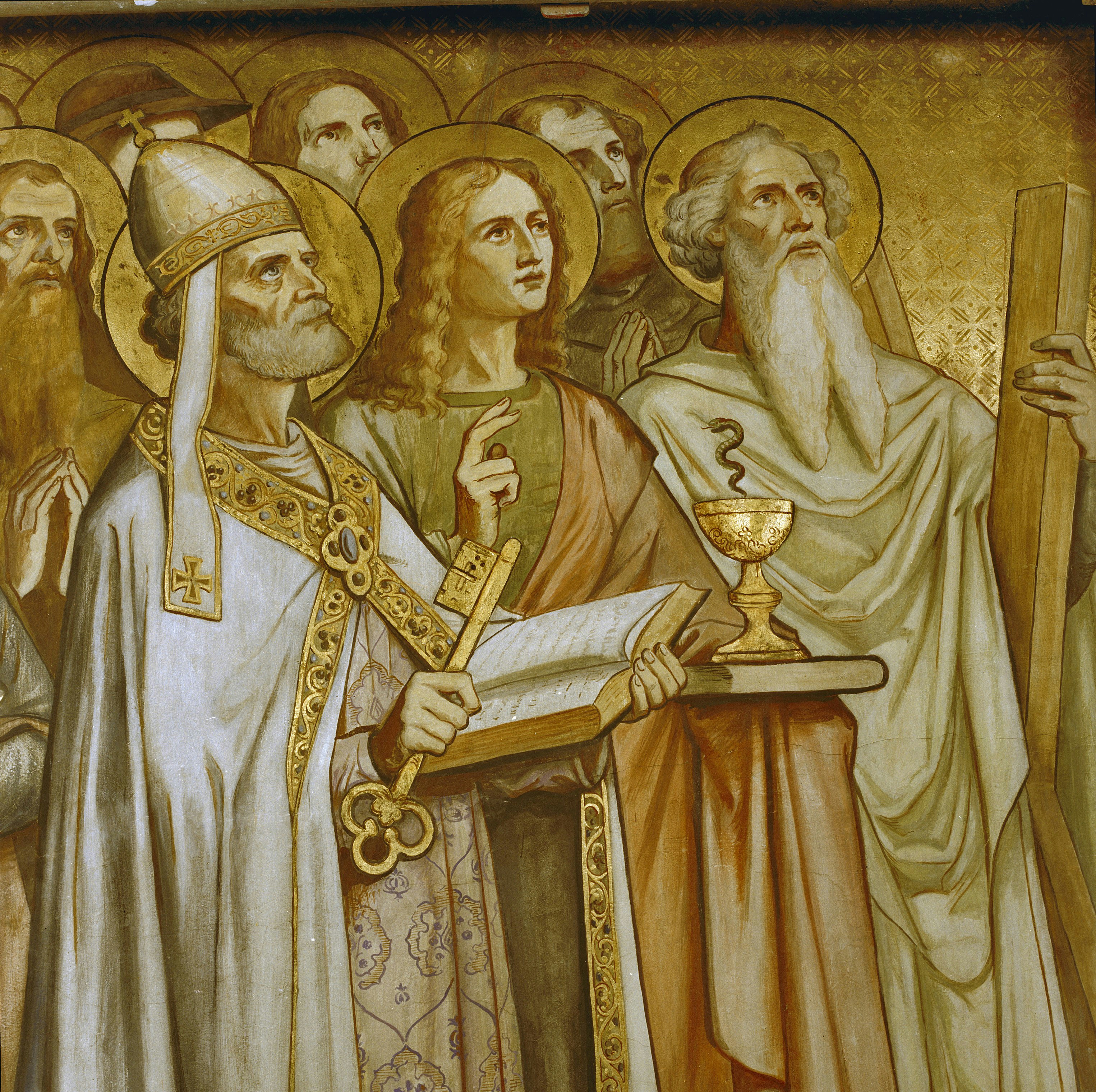
7 juli 1994.
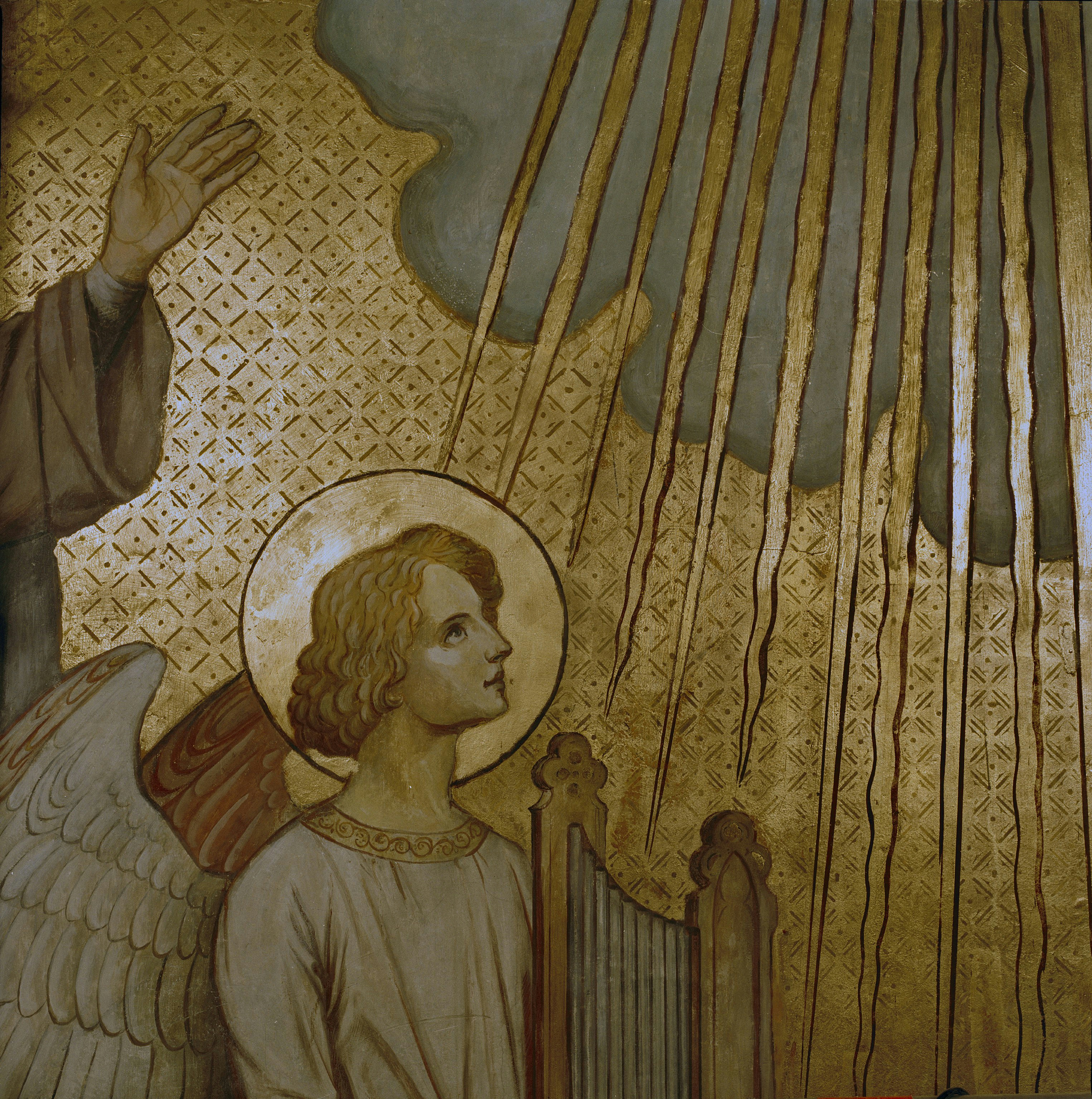
7 juli 1994.
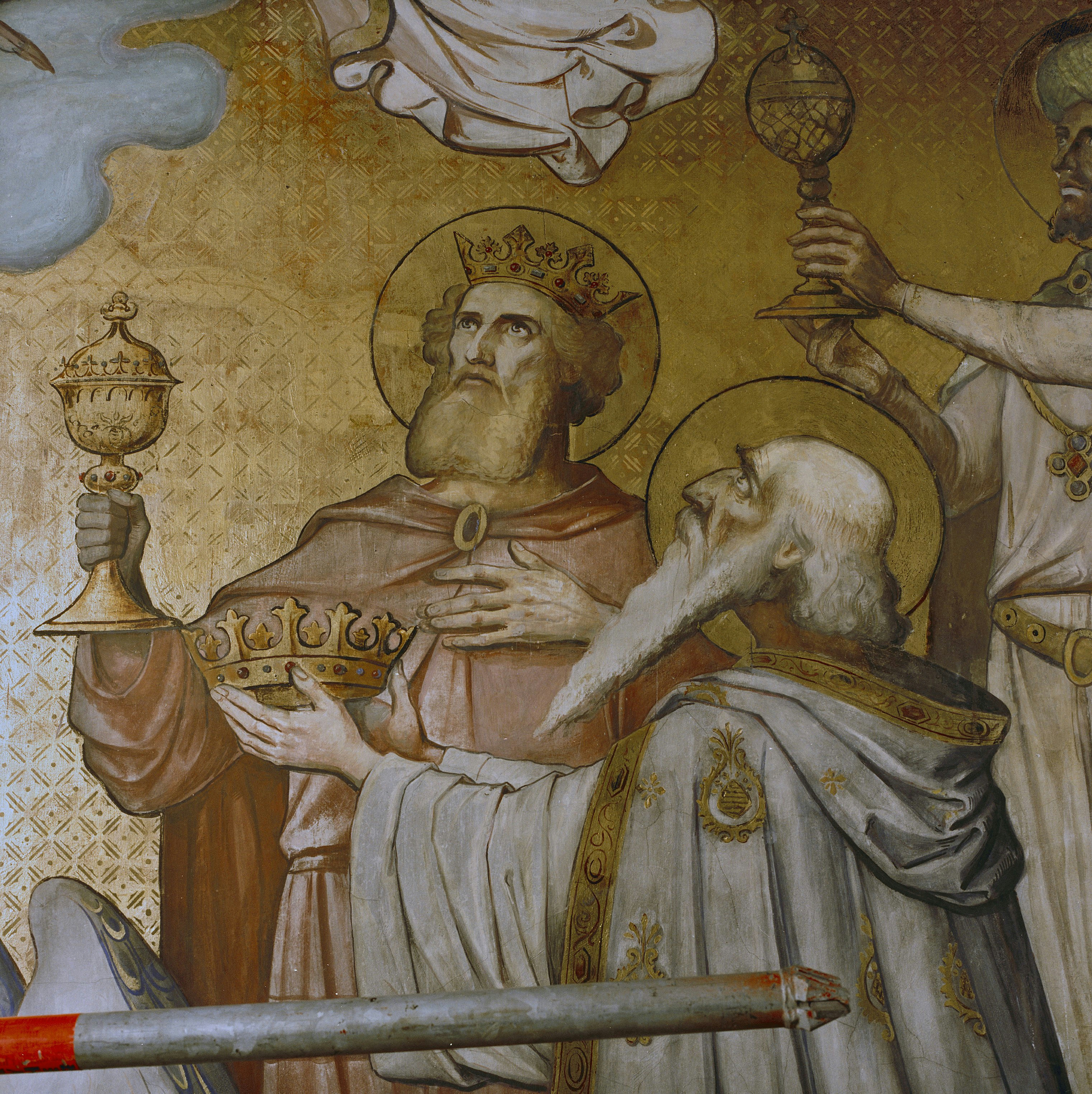
7 juli 1994.
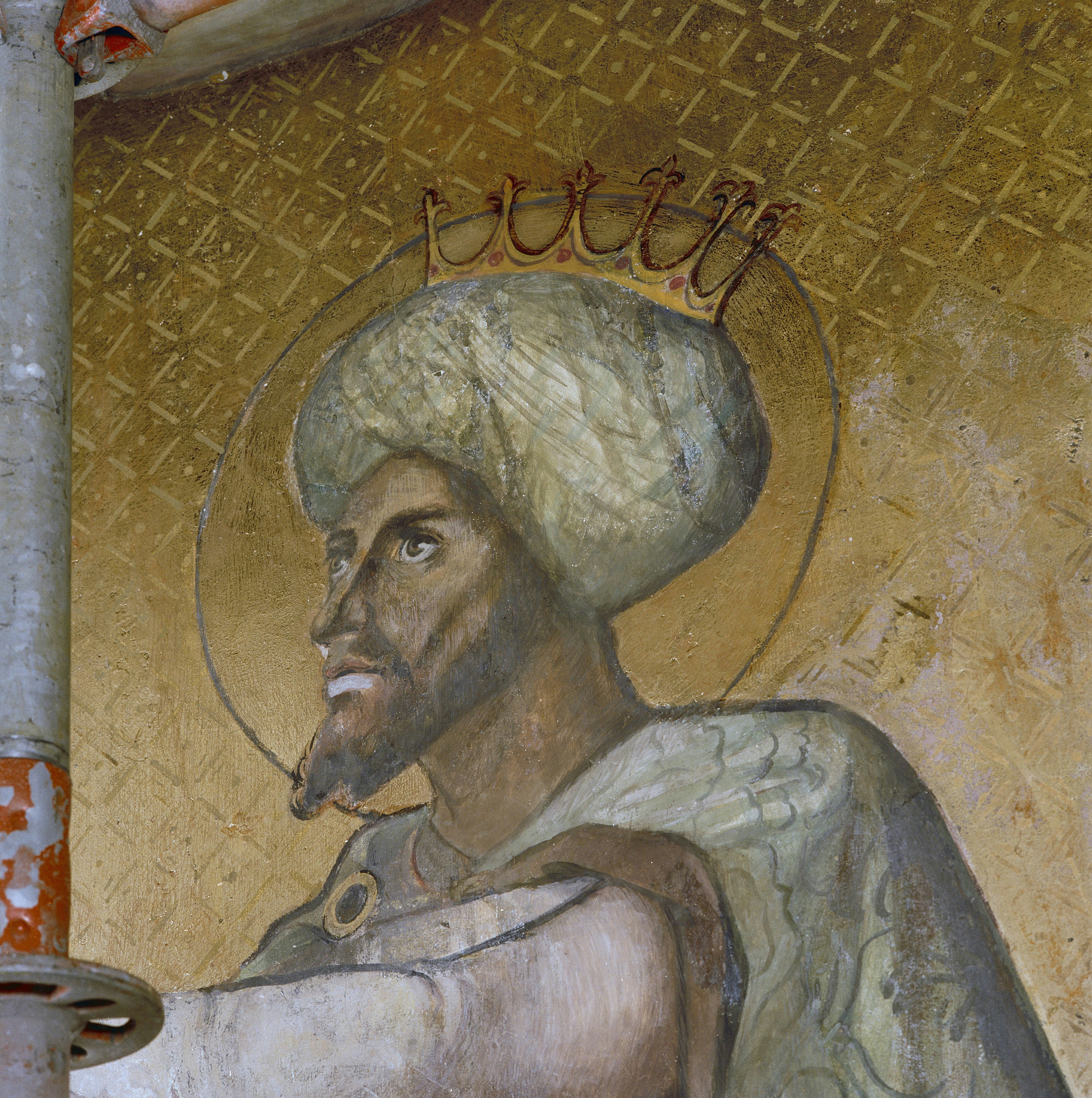
7 juli 1994.